# Chińska Republika Ludowa na Letnich Igrzyskach Olimpijskich 2012
Chińską Republikę Ludową na Letnich Igrzyskach Olimpijskich 2012, które odbyły się w Londynie reprezentowało 396 zawodników. Zdobyli oni 88 medali: 38 złotych, 27 srebrnych i 23 brązowe, zajmując 2. miejsce w klasyfikacji medalowej.
Był to dziewiąty start reprezentacji Chińskiej Republiki Ludowej na letnich igrzyskach olimpijskich.

## Zdobyte medale
| Medal  | Zawodnik                                                                                          | Dyscyplina             | Konkurencja                                  | Data                |
| ------ | ------------------------------------------------------------------------------------------------- | ---------------------- | -------------------------------------------- | ------------------- |
| Złoto  | Yi Siling                                                                                         | Strzelectwo            | karabin pneumatyczny 10 m kobiet             | 28 lipca(dts) br    |
| Złoto  | Wang Mingjuan                                                                                     | Podnoszenie ciężarów   | waga do 48 kg kobiet                         | 28 lipca(dts) br    |
| Złoto  | Ye Shiwen                                                                                         | Pływanie               | 400 m stylem zmiennym kobiet                 | 28 lipca(dts) br    |
| Złoto  | Sun Yang                                                                                          | Pływanie               | 400 m stylem dowolnym mężczyzn               | 28 lipca(dts) br    |
| Złoto  | Guo Wenjun                                                                                        | Strzelectwo            | pistolet pneumatyczny 10 m kobiet            | 29 lipca(dts) br    |
| Złoto  | He Zi Wu Minxia                                                                                   | Skoki do wody          | trampolina 3 m – synchronicznie kobiet       | 29 lipca(dts) br    |
| Złoto  | Cao Yuan Zhang Yanquan                                                                            | Skoki do wody          | wieża 10 m – synchronicznie mężczyzn         | 30 lipca(dts) br    |
| Złoto  | Li Xueying                                                                                        | Podnoszenie ciężarów   | waga do 58 kg kobiet                         | 30 lipca(dts) br    |
| Złoto  | Chen Yibing Feng Zhe Guo Weiyang Zhang Chenglong Zou Kai                                          | Gimnastyka             | wielobój drużynowy mężczyzn                  | 30 lipca(dts) br    |
| Złoto  | Chen Ruolin Wang Hao                                                                              | Skoki do wody          | wieża 10 m – synchronicznie kobiet           | 31 lipca(dts) br    |
| Złoto  | Lei Sheng                                                                                         | Szermierka             | floret indywidualnie mężczyzn                | 31 lipca(dts) br    |
| Złoto  | Ye Shiwen                                                                                         | Pływanie               | 200 m stylem dowolnym kobiet                 | 31 lipca(dts) br    |
| Złoto  | Lin Qingfeng                                                                                      | Podnoszenie ciężarów   | waga do 69 kg mężczyzn                       | 31 lipca(dts) br    |
| Złoto  | Luo Yutong Qin Kai                                                                                | Skoki do wody          | trampolina 3 m – synchronicznie mężczyzn     | 1 sierpnia(dts) br  |
| Złoto  | Li Xiaoxia                                                                                        | Tenis stołowy          | singel kobiet                                | 1 sierpnia(dts) br  |
| Złoto  | Lü Xiaojun                                                                                        | Podnoszenie ciężarów   | waga do 77 kg mężczyzn                       | 1 sierpnia(dts) br  |
| Złoto  | Jiao Liuyang                                                                                      | Pływanie               | 200 m stylem motylkowym kobiet               | 1 sierpnia(dts) br  |
| Złoto  | Zhang Jike                                                                                        | Tenis stołowy          | singel mężczyzn                              | 2 sierpnia(dts) br  |
| Złoto  | Dong Dong                                                                                         | Gimnastyka             | skoki na trampolinie mężczyzn                | 3 sierpnia(dts) br  |
| Złoto  | Zhang Nan Zhao Yunlei                                                                             | Badminton              | gra mieszana                                 | 3 sierpnia(dts) br  |
| Złoto  | Li Xuerui                                                                                         | Badminton              | gra pojedyncza kobiet                        | 4 sierpnia(dts) br  |
| Złoto  | Tian Qing Zhao Yunlei                                                                             | Badminton              | gra podwójna kobiet                          | 4 sierpnia(dts) br  |
| Złoto  | Chen Ding                                                                                         | Lekkoatletyka          | chód na 20 km mężczyzn                       | 4 sierpnia(dts) br  |
| Złoto  | Sun Yang                                                                                          | Pływanie               | 1500 m stylem dowolnym mężczyzn              | 4 sierpnia(dts) br  |
| Złoto  | Li Na Luo Xiaojuan Sun Yujie Xu Anqi                                                              | Szermierka             | szpada drużynowo kobiet                      | 4 sierpnia(dts) br  |
| Złoto  | Lin Dan                                                                                           | Badminton              | gra pojedyncza mężczyzn                      | 5 sierpnia(dts) br  |
| Złoto  | Zou Kai                                                                                           | Gimnastyka             | ćwiczenia wolne mężczyzn                     | 5 sierpnia(dts) br  |
| Złoto  | Cai Yun Fu Haifeng                                                                                | Badminton              | gra podwójna mężczyzn                        | 5 sierpnia(dts) br  |
| Złoto  | Zhou Lulu                                                                                         | Podnoszenie ciężarów   | +75 kg kobiet                                | 5 sierpnia(dts) br  |
| Złoto  | Wu Minxia                                                                                         | Skoki do wody          | trampolina 3 m indywidualnie kobiet          | 5 sierpnia(dts) br  |
| Złoto  | Xu Lijia                                                                                          | Żeglarstwo             | Laser Radial                                 | 6 sierpnia(dts) br  |
| Złoto  | Feng Zhe                                                                                          | Gimnastyka             | ćwiczenia na poręczach mężczyzn              | 7 sierpnia(dts) br  |
| Złoto  | Deng Linlin                                                                                       | Gimnastyka             | ćwiczenia na równoważni kobiet               | 7 sierpnia(dts) br  |
| Złoto  | Ding Ning Guo Yue Li Xiaoxia                                                                      | Tenis stołowy          | turniej drużynowy kobiet                     | 7 sierpnia(dts) br  |
| Złoto  | Wang Hao Zhang Jike Ma Long                                                                       | Tenis stołowy          | turniej drużynowy mężczyzn                   | 8 sierpnia(dts) br  |
| Złoto  | Wu Jingyu                                                                                         | Taekwondo              | 49 kg kobiet                                 | 8 sierpnia(dts) br  |
| Złoto  | Chen Ruolin                                                                                       | Skoki do wody          | wieża 10 m indywidualnie kobiet              | 9 sierpnia(dts) br  |
| Złoto  | Zou Shiming                                                                                       | Boks                   | waga papierowa mężczyzn                      | 11 sierpnia(dts) br |
| Srebro | Wei Ning                                                                                          | Strzelectwo            | skeet kobiet                                 | 29 lipca(dts) br    |
| Srebro | Fang Yuting Cheng Ming Xu Jing                                                                    | Łucznictwo             | turniej drużynowy kobiet                     | 29 lipca(dts) br    |
| Srebro | Lu Ying                                                                                           | Pływanie               | 100 m stylem motylkowym kobiet               | 29 lipca(dts) br    |
| Srebro | Wu Jingbiao                                                                                       | Podnoszenie ciężarów   | waga do 56 kg mężczyzn                       | 29 lipca(dts) br    |
| Srebro | Sun Yang                                                                                          | Pływanie               | 200 m stylem dowolnym mężczyzn               | 30 lipca(dts) br    |
| Srebro | Xu Lili                                                                                           | Judo                   | do 63 kg kobiet                              | 31 lipca(dts) br    |
| Srebro | Chen Ying                                                                                         | Strzelectwo            | pistolet sportowy 25 m kobiet                | 1 sierpnia(dts) br  |
| Srebro | Ding Ning                                                                                         | Tenis stołowy          | singel kobiet                                | 1 sierpnia(dts) br  |
| Srebro | Lu Haojie                                                                                         | Podnoszenie ciężarów   | waga do 77 kg mężczyzn                       | 1 sierpnia(dts) br  |
| Srebro | Gong Jinjie Guo Shuang                                                                            | Kolarstwo              | sprint drużynowy kobiet                      | 2 sierpnia(dts) br  |
| Srebro | Wang Hao                                                                                          | Tenis stołowy          | singel mężczyzn                              | 2 sierpnia(dts) br  |
| Srebro | Xu Chen Ma Jin                                                                                    | Badminton              | gra mieszana                                 | 3 sierpnia(dts) br  |
| Srebro | Guo Shuang                                                                                        | Kolarstwo              | keirin kobiet                                | 3 sierpnia(dts) br  |
| Srebro | Huang Wenyi Xu Dongxiang                                                                          | Wioślarstwo            | dwójka podwójna wagi lekkiej kobiet          | 4 sierpnia(dts) br  |
| Srebro | Wang Yihan                                                                                        | Badminton              | gra pojedyncza kobiet                        | 4 sierpnia(dts) br  |
| Srebro | Huang Shanshan                                                                                    | Gimnastyka             | skoki na trampolinie kobiet                  | 4 sierpnia(dts) br  |
| Srebro | He Zi                                                                                             | Skoki do wody          | trampolina 3 m indywidualnie kobiet          | 5 sierpnia(dts) br  |
| Srebro | Chen Yibing                                                                                       | Gimnastyka             | ćwiczenia na kółkach mężczyzn                | 6 sierpnia(dts) br  |
| Srebro | He Kexin                                                                                          | Gimnastyka             | ćwiczenia na poręczach asymetrycznych kobiet | 6 sierpnia(dts) br  |
| Srebro | Sui Lu                                                                                            | Gimnastyka             | ćwiczenia na równoważni kobiet               | 7 sierpnia(dts) br  |
| Srebro | Qin Kai                                                                                           | Skoki do wody          | trampolina 3 m indywidualnie mężczyzn        | 7 sierpnia(dts) br  |
| Srebro | Jing Ruixue                                                                                       | Zapasy                 | kategoria do 63 kg kobiet                    | 8 sierpnia(dts) br  |
| Srebro | Ren Cancan                                                                                        | Boks                   | waga musza kobiet                            | 9 sierpnia(dts) br  |
| Srebro | Hou Yuzhuo                                                                                        | Taekwondo              | 57 kg kobiet                                 | 9 sierpnia(dts) br  |
| Srebro | Chang Si Chen Xiaojun Huang Xuechen Jiang Tingting Jiang Wenwen Liu Ou Luo Xi Sun Wenyan Wu Yiwen | Pływanie synchroniczne | zespół kobiet                                | 10 sierpnia(dts) br |
| Srebro | Qiu Bo                                                                                            | Skoki do wody          | wieża 10 m indywidualnie mężczyzn            | 11 sierpnia(dts) br |
| Srebro | Cao Zhongrong                                                                                     | Pięciobój nowoczesny   | mężczyźni                                    | 11 sierpnia(dts) br |
| Brąz   | Li Xuanxu                                                                                         | Pływanie               | 400 m stylem zmiennym kobiet                 | 28 lipca(dts) br    |
| Brąz   | Yu Dan                                                                                            | Strzelectwo            | karabin pneumatyczny 10 m kobiet             | 28 lipca(dts) br    |
| Brąz   | Sun Yujie                                                                                         | Szermierka             | szpada indywidualnie kobiet                  | 30 lipca(dts) br    |
| Brąz   | Hao Yun Li Yunqi Jiang Haiqi Sun Yang Lü Zhiwu Dai Jun                                            | Pływanie               | 4 × 200 m stylem dowolnym mężczyzn           | 31 lipca(dts) br    |
| Brąz   | Tang Yi                                                                                           | Pływanie               | 100 m stylem dowolnym kobiet                 | 2 sierpnia(dts) br  |
| Brąz   | Ding Feng                                                                                         | Strzelectwo            | pistolet szybkostrzelny 25 m mężczyzn        | 3 sierpnia(dts) br  |
| Brąz   | Lu Chunlong                                                                                       | Gimnastyka             | mężczyźni indywidualnie                      | 3 sierpnia(dts) br  |
| Brąz   | Dai Xiaoxiang                                                                                     | Łucznictwo             | mężczyźni indywidualnie                      | 3 sierpnia(dts) br  |
| Brąz   | Tong Wen                                                                                          | Judo                   | +78 kg kobiet                                | 3 sierpnia(dts) br  |
| Brąz   | He Wenna                                                                                          | Gimnastyka             | skoki na trampolinie kobiet                  | 4 sierpnia(dts) br  |
| Brąz   | Wang Zhen                                                                                         | Lekkoatletyka          | chód na 20 km mężczyzn                       | 4 sierpnia(dts) br  |
| Brąz   | Li Yanfeng                                                                                        | Lekkoatletyka          | rzut dyskiem kobiet                          | 4 sierpnia(dts) br  |
| Brąz   | Chen Long                                                                                         | Badminton              | gra pojedyncza mężczyzn                      | 5 sierpnia(dts) br  |
| Brąz   | Wang Zhiwei                                                                                       | Strzelectwo            | pistolet dowolny 50 m mężczyzn               | 5 sierpnia(dts) br  |
| Brąz   | Gong Lijiao                                                                                       | Lekkoatletyka          | pchnięcie kulą kobiet                        | 6 sierpnia(dts) br  |
| Brąz   | Zou Kai                                                                                           | Gimnastyka             | ćwiczenia na drążku mężczyzn                 | 7 sierpnia(dts) br  |
| Brąz   | Huang Xuechen Liu Ou                                                                              | Pływanie synchroniczne | duet kobiet                                  | 7 sierpnia(dts) br  |
| Brąz   | Guo Shuang                                                                                        | Kolarstwo              | sprint kobiet                                | 7 sierpnia(dts) br  |
| Brąz   | He Chong                                                                                          | Skoki do wody          | trampolina 3 m indywidualnie mężczyzn        | 7 sierpnia(dts) br  |
| Brąz   | Li Jinzi                                                                                          | Boks                   | waga średnia kobiet                          | 8 sierpnia(dts) br  |
| Brąz   | Si Tianfeng                                                                                       | Lekkoatletyka          | chód na 50 km mężczyzn                       | 11 sierpnia(dts) br |
| Brąz   | Qieyang Shijie                                                                                    | Lekkoatletyka          | chód na 20 km kobiet                         | 11 sierpnia(dts) br |
| Brąz   | Liu Xiaobo                                                                                        | Taekwondo              | +80 kg mężczyzn                              | 11 sierpnia(dts) br |

## Reprezentanci

### Badminton
Mężczyźni
| Zawodnik               | Konkurencja    | Faza grupowa                             | Faza grupowa                      | Faza grupowa                        | Faza grupowa | Eliminacje                       | Ćwierćfinał                      | Półfinał                          | Finał                           | Finał          |
| Zawodnik               | Konkurencja    | Przeciwnik Punkty                        | Przeciwnik Punkty                 | Przeciwnik Punkty                   | Miejsce      | Przeciwnik Punkty                | Przeciwnik Punkty                | Przeciwnik Punkty                 | Przeciwnik Punkty               | Miejsce        |
| ---------------------- | -------------- | ---------------------------------------- | --------------------------------- | ----------------------------------- | ------------ | -------------------------------- | -------------------------------- | --------------------------------- | ------------------------------- | -------------- |
| Chen Jin               | gra pojedyncza | Wacha W (21–15, 21–8)                    | —                                 | —                                   | 1 Q          | Zwiebler W (19–21, 21–12, 21–19) | Lee H-i P (15–21, 16–21)         | Nie awansował                     | Nie awansował                   | Nie awansował  |
| Chen Long              | gra pojedyncza | Ponsana W (21–12, 21–17)                 | —                                 | —                                   | 1 Q          | Wong W K W (21–17, 21–17)        | Gade W (21–16, 21–13)            | Lee C W P (13–21, 14–21)          | Lee H-i W (21–12, 15–21, 21–15) | brąz           |
| Lin Dan                | gra pojedyncza | Evans W (21–8, 21–14)                    | —                                 | —                                   | 1 Q          | Hidayat W (21–9, 21–13)          | Sasaki W (21–12, 16–21, 21–13)   | Lee H-i W (21–12, 21–10)          | Lee C W W (15–21, 21–10, 21–19) | złoto          |
| Cai Yun Fu Haifeng     | gra podwójna   | Kindervater / Schöttler W (22–20, 21–16) | Smith / Warfe W (21–17, 21–11)    | Fang C-M / Lee S-M W (21–19, 21–13) | 1 Q          | —                                | Chai B / Guo Zd W (21–15, 21–19) | Koo K K / Tan B H W (21–9, 21–19) | Boe / Mogensen W (21–16, 21–15) | złoto          |
| Chai Biao Guo Zhendong | gra podwójna   | James / Viljoen W (21–8, 21–13)          | Iwanow / Sozonow W (23–21, 21–15) | Boe / Mogensen P (14–21, 19–21)     | 1 Q          | —                                | Cai Y / Fu Hf P (15–21, 19–21)   | Nie awansowali                    | Nie awansowali                  | Nie awansowali |

Kobiety
| Zawodniczka           | Konkurencja    | Faza grupowa                        | Faza grupowa                      | Faza grupowa                        | Faza grupowa | Eliminacje                         | Ćwierćfinał                            | Półfinał                           | Finał                              | Finał                              |
| Zawodniczka           | Konkurencja    | Przeciwniczka Punkty                | Przeciwniczka Punkty              | Przeciwniczka Punkty                | Miejsce      | Przeciwniczka Punkty               | Przeciwniczka Punkty                   | Przeciwniczka Punkty               | Przeciwniczka Punkty               | Miejsce                            |
| --------------------- | -------------- | ----------------------------------- | --------------------------------- | ----------------------------------- | ------------ | ---------------------------------- | -------------------------------------- | ---------------------------------- | ---------------------------------- | ---------------------------------- |
| Li Xuerui             | gra pojedyncza | Marín W (21–13, 21–11)              | Rivero W (21–5, 21–6)             | —                                   | 1 Q          | Tai T-Y W (21–16, 23–21)           | Yip P Y W (21–12, 22–20)               | Wang X W (22–20, 21–28)            | Wang Y W (21–15, 21–23 21–17)      | złoto                              |
| Wang Xin              | gra pojedyncza | Wang W (21–8, 21–6)                 | —                                 | —                                   | 1 Q          | Firdasari W (21–15, 21–8)          | Inthanon W (17–21, 21–18, 21–14)       | Li X P (20–22, 18–21)              | Nehwal P (21–18, 1–0ret)           | 4                                  |
| Wang Yihan            | gra pojedyncza | Li W (21–8, 21–16)                  | —                                 | —                                   | 1 Q          | Bae Y-j W (15–21, 21–14, 21–14)    | Cheng S-C W (21–14, 21–11)             | Nehwal W (21–13, 21–13)            | Li X P (15–21, 23–21, 17–21)       | srebro                             |
| Tian Qing Zhao Yunlei | gra podwójna   | Maeda / Suetsuna W (21–16, 21–17)   | Juhl / Pedersen P (20–22, 12–21)  | Poon L Y / Tse Y S W (21–11, 21–12) | 2 Q          | —                                  | Cheng W-H / Chien Y-C W (21–10, 21–14) | Sorokina / Wisłowa W (21–19, 21–6) | Fujii / Kakiiwa W (21–10, 25–23)   | złoto                              |
| Wang Xiaoli Yu Yang   | gra podwójna   | Jung K-e / Kim H-n P (14–21, 11–21) | Sorokina / Wisłowa W (21–6, 21–9) | Bruce / Li W (21–11, 21–7)          | 2 Q          | Dyskwalifikacja – ustawienie meczu | Dyskwalifikacja – ustawienie meczu     | Dyskwalifikacja – ustawienie meczu | Dyskwalifikacja – ustawienie meczu | Dyskwalifikacja – ustawienie meczu |

Mieszane
| Zawodnicy             | Konkurencja  | Faza grupowa                                 | Faza grupowa                       | Faza grupowa                          | Faza grupowa | Ćwierćfinał                                    | Półfinał                                   | Finał                              | Finał   |
| Zawodnicy             | Konkurencja  | Przeciwnicy Punkty                           | Przeciwnicy Punkty                 | Przeciwnicy Punkty                    | Miejsce      | Przeciwnicy Punkty                             | Przeciwnicy Punkty                         | Przeciwnicy Punkty                 | Miejsce |
| --------------------- | ------------ | -------------------------------------------- | ---------------------------------- | ------------------------------------- | ------------ | ---------------------------------------------- | ------------------------------------------ | ---------------------------------- | ------- |
| Ma Jin Xu Chen        | gra mieszana | Prapakamol / Thoungthongkam W (21–19, 21–12) | Chan P S / Goh L Y W (21–14, 21–8) | Chen H-L / Cheng W-H W (21–16, 22–20) | 1 Q          | Laybourn / Juhl W (21–13, 21–17)               | Ahmad / Natsir W (21–23, 21–18, 21–13)     | Zhang N / Zhao Yl P (11–21, 17–21) | srebro  |
| Zhang Nan Zhao Yunlei | gra mieszana | Nikolaenko / Sorokina W (21–18, 21–9)        | Adcock / Bankier W (21–13, 21–14)  | Fuchs / Michels W (21–6, 21–7)        | 1 Q          | Mateusiak / Kostiuczyk W (19-21, 21–16, 23–21) | Nielsen / Pedersen W (17–21, 21–17, 21–19) | Xu C / Ma J W (21–11, 21–17)       | złoto   |

### Boks
Mężczyźni
| Zawodnik               | Konkurencja | 1/16               | 1/8               | Ćwierćfinał        | Półfinał          | Finał                 | Finał         |
| Zawodnik               | Konkurencja | Przeciwnik Wynik   | Przeciwnik Wynik  | Przeciwnik Wynik   | Przeciwnik Wynik  | Przeciwnik Wynik      | Miejsce       |
| ---------------------- | ----------- | ------------------ | ----------------- | ------------------ | ----------------- | --------------------- | ------------- |
| Zou Shiming            | 49 kg       | BYE                | Veitía W (14–11)  | Zhakypow W (13–10) | Barnes W (15+–15) | Pongprayoon W (13–10) | złoto         |
| Liu Qiang              | 60 kg       | Jackson W (20–7)   | Toledo P (10–14)  | Nie awansował      | Nie awansował     | Nie awansował         | Nie awansował |
| Maimaititu’ersun Qiong | 69 kg       | Zamkowoj P (11–16) | Nie awansował     | Nie awansował      | Nie awansował     | Nie awansował         | Nie awansował |
| Meng Fanlong           | 81 kg       | Sangwan W (15–14)  | Falcão P (17–17+) | Nie awansował      | Nie awansował     | Nie awansował         | Nie awansował |
| Wang Xuanxuan          | 91 kg       | —                  | Pulew P (7–10)    | Nie awansował      | Nie awansował     | Nie awansował         | Nie awansował |
| Zhang Zhilei           | +91 kg      | —                  | Linde W RSC       | Joshua P (11–15)   | Nie awansował     | Nie awansował         | Nie awansował |

Kobiety
| Zawodniczka | Konkurencja | 1/8                 | Ćwierćfinał         | Półfinał            | Finał               | Finał          |
| Zawodniczka | Konkurencja | Przeciwniczka Wynik | Przeciwniczka Wynik | Przeciwniczka Wynik | Przeciwniczka Wynik | Miejsce        |
| ----------- | ----------- | ------------------- | ------------------- | ------------------- | ------------------- | -------------- |
| Ren Cancan  | 51 kg       | BYE                 | Saweljewa W (12–7)  | Esparza W (10–8)    | Adams P (7–16)      | srebro         |
| Dong Cheng  | 60 kg       | Lăcătuș W (10–5)    | Czorijewa P (8–13)  | Nie awansowała      | Nie awansowała      | Nie awansowała |
| Li Jinzi    | 75 kg       | Feitosa W (19–14)   | Spencer W (17–14)   | Torłopowa P (10–12) | Nie awansowała      | brąz           |

### Gimnastyka

#### Gimnastyka artystyczna
| Zawodniczka | Konkurencja           | Kwalifikacje | Kwalifikacje | Kwalifikacje | Kwalifikacje | Kwalifikacje | Kwalifikacje | Finał          |
| Zawodniczka | Konkurencja           | Obręcz       | Piłka        | Maczugi      | Wstążka      | Razem        | Pozycja      | Finał          |
| ----------- | --------------------- | ------------ | ------------ | ------------ | ------------ | ------------ | ------------ | -------------- |
| Deng Senyue | Wielobój indywidualny | 27,150       | 26,800       | 27,575       | 27,300       | 108,825      | 11.          | Nie awansowała |

#### Gimnastyka sportowa
Mężczyźni
| Zawodnik        | Konkurencja        | Kwalifikacje | Kwalifikacje | Kwalifikacje | Kwalifikacje | Kwalifikacje | Kwalifikacje | Kwalifikacje | Kwalifikacje | Finał    | Finał    | Finał    | Finał    | Finał    | Finał    | Finał   | Finał   |
| Zawodnik        | Konkurencja        | Przyrząd     | Przyrząd     | Przyrząd     | Przyrząd     | Przyrząd     | Przyrząd     | Łącznie      | Pozycja      | Przyrząd | Przyrząd | Przyrząd | Przyrząd | Przyrząd | Przyrząd | Łącznie | Pozycja |
| Zawodnik        | Konkurencja        | F            | PH           | R            | V            | PB           | HB           | Łącznie      | Pozycja      | F        | PH       | R        | V        | PB       | HB       | Łącznie | Pozycja |
| --------------- | ------------------ | ------------ | ------------ | ------------ | ------------ | ------------ | ------------ | ------------ | ------------ | -------- | -------- | -------- | -------- | -------- | -------- | ------- | ------- |
| Chen Yibing     | Wielobój drużynowy | —            | 14,466       | 15,858 Q     | —            | 12,900       | —            | —            | —            | —        | 14,733   | 15,800   | —        | —        | —        | —       | —       |
| Feng Zhe        | Wielobój drużynowy | 14,433       | —            | 14,866       | 16,100       | 15,633 Q     | 15,000       | —            | —            | 14,400   | —        | 14,533   | 16,226   | 15,950   | 15,000   | —       | —       |
| Guo Weiyang     | Wielobój drużynowy | 12,266       | 13,266       | 14,400       | 15,300       | 13,966       | 14,933       | 84,131       | 29.          | —        | 14,600   | 14,566   | —        | 15,200   | —        | —       | —       |
| Zhang Chenglong | Wielobój drużynowy | 14,666       | 13,133       | —            | 16,233       | 15,366 Q     | 15,933 Q     | —            | —            | 14,900   | 14,500   | —        | 16,200   | 15,600   | 15,666   | —       | —       |
| Zou Kai         | Wielobój drużynowy | 15,833 Q     | 12,533       | —            | 15,200       | —            | 15,533 Q     | —            | —            | 15,833   | —        | —        | 15,900   | —        | 16,400   | —       | —       |
| Razem           | Wielobój drużynowy | 44,932       | 40,865       | 45,124       | 47,633       | 44,965       | 46,466       | 269,985      | 6 Q          | 45,133   | 43,833   | 44,899   | 48,316   | 46,750   | 47,066   | 275,997 | złoto   |

| Zawodnik        | Konkurencja            | Przyrząd | Przyrząd | Przyrząd | Przyrząd | Przyrząd | Przyrząd | Łącznie | Pozycja |
| Zawodnik        | Konkurencja            | F        | PH       | R        | V        | PB       | HB       | Łącznie | Pozycja |
| --------------- | ---------------------- | -------- | -------- | -------- | -------- | -------- | -------- | ------- | ------- |
| Chen Yibing     | Ćwiczenia na kółkach   | —        | —        | 15,800   | —        | —        | —        | 15,800  | srebro  |
| Feng Zhe        | Ćwiczenia na poręczach | —        | —        | —        | —        | 15,966   | —        | 15,966  | złoto   |
| Zhang Chenglong | Ćwiczenia na drążku    | —        | —        | —        | —        | —        | 16,266   | 16,266  | 4.      |
| Zhang Chenglong | Ćwiczenia na poręczach | —        | —        | —        | —        | 13,808   | —        | 13,808  | 9.      |
| Zou Kai         | Ćwiczenia wolne        | 15,933   | —        | —        | —        | —        | —        | 15,933  | złoto   |
| Zou Kai         | Ćwiczenia na drążku    | —        | —        | —        | —        | —        | 16,366   | 16,366  | brąz    |

Kobiety
| Zawodniczka     | Konkurencja        | Kwalifikacje | Kwalifikacje | Kwalifikacje | Kwalifikacje | Kwalifikacje | Kwalifikacje | Finał    | Finał    | Finał    | Finał    | Finał   | Finał   |
| Zawodniczka     | Konkurencja        | Przyrząd     | Przyrząd     | Przyrząd     | Przyrząd     | Łącznie      | Pozycja      | Przyrząd | Przyrząd | Przyrząd | Przyrząd | Łącznie | Pozycja |
| Zawodniczka     | Konkurencja        | F            | V            | UB           | BB           | Łącznie      | Pozycja      | F        | V        | UB       | BB       | Łącznie | Pozycja |
| --------------- | ------------------ | ------------ | ------------ | ------------ | ------------ | ------------ | ------------ | -------- | -------- | -------- | -------- | ------- | ------- |
| Deng Linlin     | Wielobój drużynowy | 13,833       | 14,833       | 14,166       | 15,166 Q     | 57,998       | 6 Q          | 14,900   | —        | 13,766   | 13,733   | —       | —       |
| He Kexin        | Wielobój drużynowy | —            | 13,733       | 15,966 Q     | —            | —            | —            | —        | 15,766   | —        | —        | —       | —       |
| Huang Qiushuang | Wielobój drużynowy | 13,575       | 15,000       | 15,266       | 13,866       | 57,707       | 10 Q         | 15,033   | 15,100   | 13,800   | 12,500   | —       | —       |
| Sui Lu          | Wielobój drużynowy | 14,233       | —            | —            | 15,400 Q     | —            | —            | —        | —        | 15,366   | 14,600   | —       | —       |
| Yao Jinnan      | Wielobój drużynowy | 13,066       | 13,133       | 15,766 Q     | 12,833       | 54,798       | 22.          | 14,333   | 15,533   | —        | —        | —       | —       |
| Razem           | Wielobój drużynowy | 41,641       | 43,566       | 46,998       | 44,432       | 176,637      | 3 Q          | 44,266   | 46,399   | 42,932   | 40,833   | 174,430 | 4.      |

| Zawodniczka     | Konkurencja                           | Przyrząd | Przyrząd | Przyrząd | Przyrząd | Łącznie | Pozycja |
| Zawodniczka     | Konkurencja                           | F        | V        | UB       | BB       | Łącznie | Pozycja |
| --------------- | ------------------------------------- | -------- | -------- | -------- | -------- | ------- | ------- |
| Deng Linlin     | Wielobój indywidualny                 | 14,900   | 14,266   | 15,300   | 13,933   | 58,399  | 6.      |
| Deng Linlin     | Ćwiczenia na równoważni               | —        | —        | —        | 15.600   | 15.600  | złoto   |
| He Kexin        | Ćwiczenia na poręczach asymetrycznych | —        | —        | 15,933   | —        | 15,933  | srebro  |
| Huang Qiushuang | Wielobój indywidualny                 | 14,916   | 15,133   | 14,133   | 13,933   | 58,115  | 7.      |
| Sui Lu          | Ćwiczenia na równoważni               | —        | —        | —        | 15,500   | 15,500  | srebro  |
| Yao Jinnan      | Ćwiczenia na poręczach asymetrycznych | —        | —        | 15,766   | —        | 15,766  | 4.      |

#### Skoki na trampolinie
| Zawodnicy      | Konkurencja             | Kwalifikacje | Kwalifikacje | Finał  | Finał   |
| Zawodnicy      | Konkurencja             | Punkty       | Miejsce      | Punkty | Miejsce |
| -------------- | ----------------------- | ------------ | ------------ | ------ | ------- |
| Dong Dong      | Indywidualnie mężczyźni | 112,895      | 1 Q          | 62,990 | złoto   |
| Lu Chunlong    | Indywidualnie mężczyźni | 112,299      | 3 Q          | 61,319 | brąz    |
| He Wenna       | Indywidualnie kobiety   | 105,500      | 1 Q          | 55,950 | brąz    |
| Huang Shanshan | Indywidualnie kobiety   | 104,759      | 2 Q          | 56,730 | srebro  |

### Hokej na trawie
Reprezentacja kobiet brała udział w rozgrywkach grupy A turnieju olimpijskiego, wygrywając dwa spotkania, jedno remisując i dwa przegrywając. W meczu o 5. miejsce przegrała z reprezentacją Australii, zajmując ostatecznie 6. miejsce w turnieju.
Faza grupowa
Grupa A
Wyniki
Mecz o 5. miejsce
| 10 sierpnia 201211:30 WET | Chiny                                  | 0:2 | Australia             |  |
| 10 sierpnia 201211:30 WET | 40' (kar.) Jodie Schulz 59' Jade Close | 0:2 |                       |  |
| 10 sierpnia 201211:30 WET | Ma Wei 24'                             | 0:2 | 52' Georgia Nanscawen |  |

Skład
1. Ma Yibo
2. Wang Mengyu
5. Ma Wei
6. Sun Sinan
7. Cui Qiuxia
8. Fu Baorong
10. Gao Lihua
16. Zhang Yimeng
17. Li Hongxia
18. Ren Ye
21. Zhao Yudiao
22. Song Qingling
23. De Jiaojiao
25. Xu Xiaoxu
28. Liang Meiyu
29. Peng Yang

### Judo
Mężczyźni
| Zawodnik | Konkurencja | 1/32             | 1/16               | 1/8              | Ćwierćfinał      | Półfinał         | Pierwsza runda repasaży | Półfinał repasaży | Finał            | Finał         |
| Zawodnik | Konkurencja | Przeciwnik Wynik | Przeciwnik Wynik   | Przeciwnik Wynik | Przeciwnik Wynik | Przeciwnik Wynik | Przeciwnik Wynik        | Przeciwnik Wynik  | Przeciwnik Wynik | Pozycja       |
| -------- | ----------- | ---------------- | ------------------ | ---------------- | ---------------- | ---------------- | ----------------------- | ----------------- | ---------------- | ------------- |
| Alamusi  | −60 kg      | BYE              | Guédez P 0000-0111 | Nie awansował    | Nie awansował    | Nie awansował    | Nie awansował           | Nie awansował     | Nie awansował    | Nie awansował |

Kobiety
| Zawodniczka | Konkurencja | 1/16                  | 1/8                   | Ćwierćfinał               | Półfinał              | Pierwsza runda repasaży  | Półfinał repasaży    | Finał               | Finał          |
| Zawodniczka | Konkurencja | Przeciwniczka Wynik   | Przeciwniczka Wynik   | Przeciwniczka Wynik       | Przeciwniczka Wynik   | Przeciwniczka Wynik      | Przeciwniczka Wynik  | Przeciwniczka Wynik | Pozycja        |
| ----------- | ----------- | --------------------- | --------------------- | ------------------------- | --------------------- | ------------------------ | -------------------- | ------------------- | -------------- |
| Wu Shugen   | −48 kg      | BYE                   | Kearney W 1011–0012   | Menezes P 0002–0011       | Nie awansowała        | Csernoviczky P 0002–0021 | Nie awansowała       | Nie awansowała      | Nie awansowała |
| He Hongmei  | −52 kg      | Gneto P 0012–0111     | Nie awansowała        | Nie awansowała            | Nie awansowała        | Nie awansowała           | Nie awansowała       | Nie awansowała      | Nie awansowała |
| Wang Hui    | −57 kg      | Căprioriu P 0000–0102 | Nie awansowała        | Nie awansowała            | Nie awansowała        | Nie awansowała           | Nie awansowała       | Nie awansowała      | Nie awansowała |
| Xu Lili     | −63 kg      | Silva W 0101–0001     | Gwend W 0211–0002     | Willeboordse W 1000–0001  | Joung D-W W 0011–0002 | BYE                      | BYE                  | Žolnir P 0011–0100  | srebro         |
| Chen Fei    | −70 kg      | Kłys W 1001–0000      | Miled W 1000–0001     | Tachimoto W 0020–0020 YUS | Thiele P 0000–0001    | BYE                      | Alvear P 0001–0011   | Nie awansowała      | 5.             |
| Yang Xiuli  | −78 kg      | BYE                   | Aung W 0100–0000      | Tcheuméo P 0001–0101      | Nie awansowała        | Verkerk P 0000–0000 YUS  | Nie awansowała       | Nie awansowała      | 7.             |
| Tong Wen    | + 78 kg     | Zambotti W 0100–0000  | Sadkowska W 0101–0000 | Kindzerska W 0100–0000    | Ortiz P 0001–0010     | BYE                      | Altheman W 0100–0001 | Nie awansowała      | brąz           |

### Kajakarstwo

#### Kajakarstwo górskie

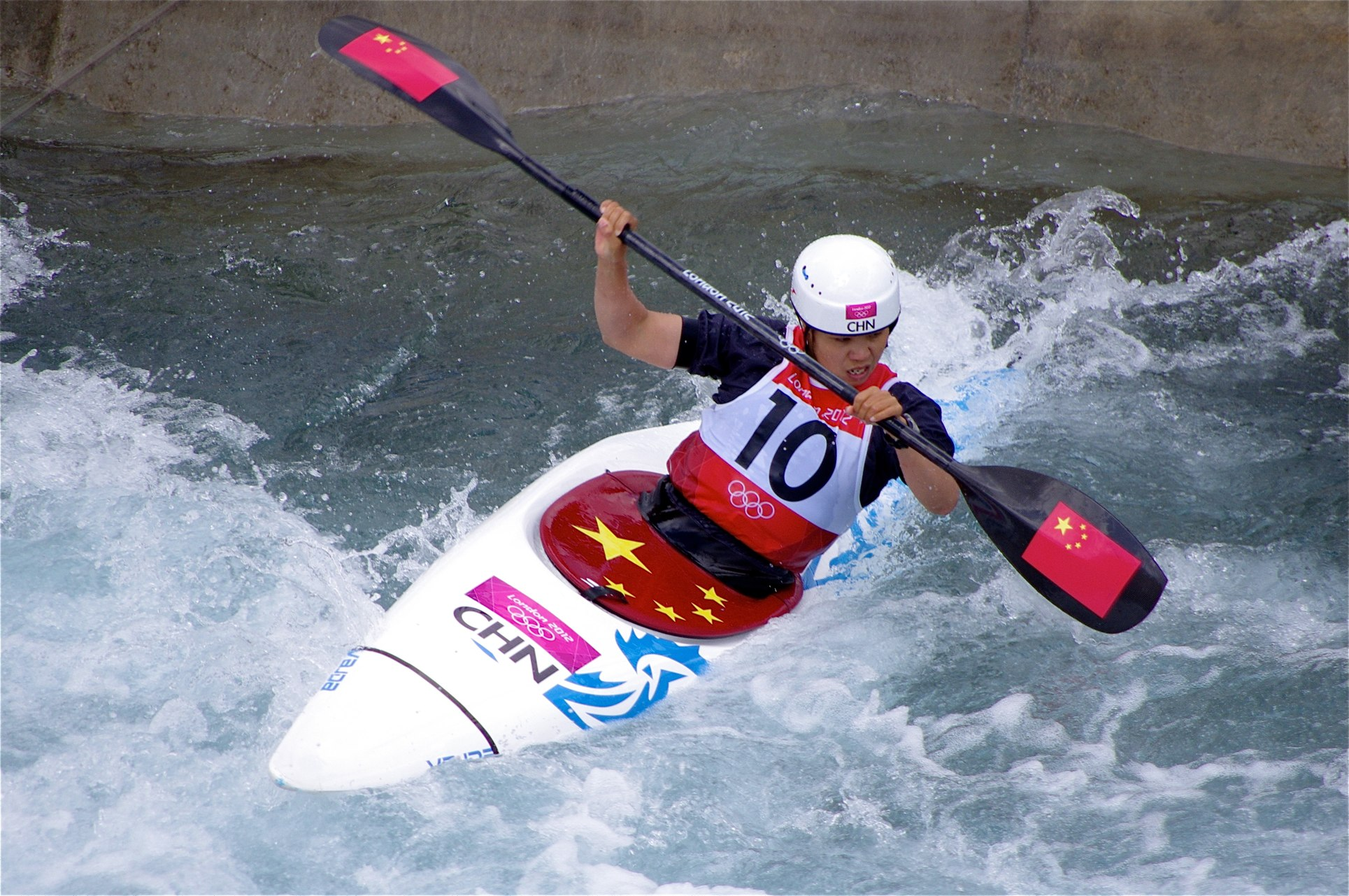
Li Jingjing

Mężczyźni
| Zawodnik               | Konkurencja | Eliminacje | Eliminacje | Eliminacje | Eliminacje | Eliminacje | Eliminacje | Półfinał      | Półfinał      | Finał         | Finał         |
| Zawodnik               | Konkurencja | Zjazd 1    | Miejsce    | Zjazd 2    | Miejsce    | Łącznie    | Miejsce    | Czas          | Miejsce       | Czas          | Miejsce       |
| ---------------------- | ----------- | ---------- | ---------- | ---------- | ---------- | ---------- | ---------- | ------------- | ------------- | ------------- | ------------- |
| Huang Cunguang         | K-1         | 94.40      | 14         | 94.54      | 15         | 94.40      | 17         | Nie awansował | Nie awansował | Nie awansował | Nie awansował |
| Teng Zhiqiang          | C-1         | 95.68      | 5          | 96.06      | 7          | 95.68      | 11 Q       | 107.53        | 12            | Nie awansował | Nie awansował |
| Hu Minghai Shu Junrong | C-2         | 103.36     | 5          | 99.05      | 2          | 99.05      | 3 Q        | 110.70        | 5 Q           | 112.86        | 6             |

Kobiety
| Zawodniczka | Konkurencja | Eliminacje | Eliminacje | Eliminacje | Eliminacje | Eliminacje | Eliminacje | Półfinał | Półfinał | Finał          | Finał          |
| Zawodniczka | Konkurencja | Zjazd 1    | Miejsce    | Zjazd 2    | Miejsce    | Łącznie    | Miejsce    | Czas     | Miejsce  | Czas           | Miejsce        |
| ----------- | ----------- | ---------- | ---------- | ---------- | ---------- | ---------- | ---------- | -------- | -------- | -------------- | -------------- |
| Li Jingjing | K-1         | 108.53     | 8          | 111.22     | 14         | 108.53     | 12 Q       | 117.02   | 11       | Nie awansowała | Nie awansowała |

- Li Jingjing

#### Kajakarstwo klasyczne
Mężczyźni
| Zawodnik                                    | Konkurencje | Eliminacje | Eliminacje | Półfinał | Półfinał | Finał          | Finał          |
| Zawodnik                                    | Konkurencje | Czas       | Miejsce    | Czas     | Miejsce  | Czas           | Miejsce        |
| ------------------------------------------- | ----------- | ---------- | ---------- | -------- | -------- | -------------- | -------------- |
| Li Qiang                                    | C-1 200 m   | 42.004     | 3 Q        | 42.149   | 3 FB     | 47.295         | 16             |
| Zhou Yubo                                   | K-1 200 m   | 38.316     | 5 Q        | 39.042   | 8 FB     | 40.157         | 16             |
| Zhou Yubo                                   | K-1 1000 m  | 3:36.994   | 4 Q        | 3:36.163 | 7 FB     | 3:36.110       | 15             |
| Huang Maoxing Li Qiang                      | C-2 1000 m  | 3:38.483   | 3 Q        | 3:37.746 | 1 FA     | 3:48.930       | 8              |
| Zhang Hongpeng Shen Jie Zhou Peng Zhou Yubo | K-4 1000 m  | 3:14.234   | 5 Q        | 3:00.315 | 8        | Nie awansowali | Nie awansowali |

Kobiety
| Zawodniczka                                | Konkurencje | Eliminacje | Eliminacje | Półfinał | Półfinał | Finał          | Finał          |
| Zawodniczka                                | Konkurencje | Czas       | Miejsce    | Czas     | Miejsce  | Czas           | Miejsce        |
| ------------------------------------------ | ----------- | ---------- | ---------- | -------- | -------- | -------------- | -------------- |
| Zhou Yu                                    | K-1 500 m   | 42.885     | 6 Q        | 42.279   | 6        | Nie awansowała | Nie awansowała |
| Wu Yanan Zhou Yu                           | K-2 500 m   | 1:43.448   | 1 Q        | 1:41.863 | 1 FA     | 1:44.136       | 4              |
| Li Zhangli Liu Haiping Ren Wenjun Yu Lamei | K-4 500 m   | 1:40.661   | 4 Q        | 1:34.004 | 8        | Nie awansowały | Nie awansowały |

### Kolarstwo

#### Kolarstwo górskie
| Zawodnicy    | Konkurencja            | Czas    | Miejsce |
| ------------ | ---------------------- | ------- | ------- |
| Tong Weisong | cross-country mężczyzn | LAP     | 41.     |
| Shi Qinglan  | cross-country kobiet   | 1:35:28 | 12.     |

#### Kolarstwo szosowe
Kobiety
| Zawodniczka | Konkurencja                | Czas | Miejsce |
| ----------- | -------------------------- | ---- | ------- |
| Liu Xin     | wyścig ze startu wspólnego | OTL  | OTL     |

#### Kolarstwo torowe
Sprint
| Zawodnicy  | Konkurencja     | Kwalifikacje         | Kwalifikacje | Runda 1                   | Repasaż 1                 | Runda 2                   | Repasaż 2                 | Ćwierćfinał               | Półfinał                  | Finał                     | Finał         |
| Zawodnicy  | Konkurencja     | Czas Prędkość (km/h) | Pozycja      | Przeciwnicy Czas Prędkość | Przeciwnicy Czas Prędkość | Przeciwnicy Czas Prędkość | Przeciwnicy Czas Prędkość | Przeciwnicy Czas Prędkość | Przeciwnicy Czas Prędkość | Przeciwnicy Czas Prędkość | Pozycja       |
| ---------- | --------------- | -------------------- | ------------ | ------------------------- | ------------------------- | ------------------------- | ------------------------- | ------------------------- | ------------------------- | ------------------------- | ------------- |
| Zhang Miao | sprint mężczyzn | 10.155 70.901        | 8            | Awang P                   | Esterhuizen Mazquiaran P  | Nie awansował             | Nie awansował             | Nie awansował             | Nie awansował             | Nie awansował             | Nie awansował |
| Guo Shuang | sprint kobiet   | 11.020 65.335        | 3            | Larreal W 11.371 63.318   | BYE                       | Hansen W 11.431 62.986    | BYE                       | Guerra W 11.283 W 11.337  | Meares P                  | Vogel W 11.532 W 11.591   | brąz          |

Sprint drużynowy
| Zawodnicy                            | Konkurencja               | Kwalifikacje        | Kwalifikacje | Półfinał                     | Półfinał | Finał                     | Finał          |
| Zawodnicy                            | Konkurencja               | Czas Pozycja (km/h) | Pozycja      | Przeciwnicy Czas Prędkość    | Pozycja  | Przeciwnicy Czas Prędkość | Pozycja        |
| ------------------------------------ | ------------------------- | ------------------- | ------------ | ---------------------------- | -------- | ------------------------- | -------------- |
| Cheng Changsong Zhang Lei Zhang Miao | sprint drużynowy mężczyzn | 43.751 61.712       | 6 Q          | Australia P 43.505 62.061    | 6        | Nie awansowali            | Nie awansowali |
| Gong Jinjie Guo Shuang               | sprint drużynowy kobiet   | 32.447 RŚ 55.475    | 1 Q          | Wenezuela W 32.422 RŚ 55.517 | 1 Q      | Niemcy P REL              | srebro         |

Keirin
| Zawodnicy  | Konkurencja     | Pierwsza runda | Repasaże | Druga runda   | Finał   |
| Zawodnicy  | Konkurencja     | Miejsce        | Miejsce  | Miejsce       | Miejsce |
| ---------- | --------------- | -------------- | -------- | ------------- | ------- |
| Zhang Miao | keirin mężczyzn | 6 R            | 6        | Nie awansował | 17      |
| Guo Shuang | keirin kobiet   | 1 Q            | BYE      | 3 Q           | srebro  |

Wyścig drużynowy
| Zawodniczki                                  | Konkurencja             | Kwalifikacje | Kwalifikacje | Półfinał         | Półfinał       | Finał            | Finał          |
| Zawodniczki                                  | Konkurencja             | Czas         | Miejsce      | Przeciwnik Wynik | Miejsce        | Przeciwnik Wynik | Miejsce        |
| -------------------------------------------- | ----------------------- | ------------ | ------------ | ---------------- | -------------- | ---------------- | -------------- |
| Jiang Fan Jiang Wenwen Liang Jing Wu Chaomei | wyścig drużynowy kobiet | 3:26.049     | 10           | Nie awansowały   | Nie awansowały | Nie awansowały   | Nie awansowały |

Omnium
| Zawodniczka | Konkurencja   | Start lotny | Start lotny | Wyścig punktowy | Wyścig punktowy | Wyścig eliminacyjny | Wyścig na dochodzenie | Wyścig na dochodzenie | Scratch | Wyścig na 1000 m | Wyścig na 1000 m | Suma punktów | Miejsce |
| Zawodniczka | Konkurencja   | Czas        | Miejsce     | Punkty          | Miejsce         | Miejsce             | Przeciwnik Wynik      | Czas                  | Miejsce | Czas             | Miejsce          | Suma punktów | Miejsce |
| ----------- | ------------- | ----------- | ----------- | --------------- | --------------- | ------------------- | --------------------- | --------------------- | ------- | ---------------- | ---------------- | ------------ | ------- |
| Huang Li    | omnium kobiet | 14.571      | 9           | 2               | 15              | 16                  | 3:45.610              | 13                    | 8       | 36.315           | 6                | 67           | 12      |

### Koszykówka
Turniej mężczyzn
Reprezentacja Chin w koszykówce mężczyzn brała udział w rozgrywkach grupy B turnieju olimpijskiego, przegrywając wszystkie 5 spotkań i nie awansując do dalszej fazy turnieju.
Tabela grupy
| Miejsce | Drużyna         | Mecze | Punkty | Zwyc. | Por. | Kosze   |
| ------- | --------------- | ----- | ------ | ----- | ---- | ------- |
| 1       | Rosja           | 5     | 10     | 5     | 0    | 403-359 |
| 2       | Brazylia        | 5     | 9      | 4     | 1    | 402-349 |
| 3       | Hiszpania       | 5     | 8      | 3     | 2    | 414-394 |
| 4       | Australia       | 5     | 7      | 2     | 3    | 410-376 |
| 5       | Wielka Brytania | 5     | 6      | 1     | 4    | 380-439 |
| 6       | Chiny           | 5     | 5      | 0     | 5    | 313-405 |

Wyniki spotkań
| 29 lipca 201217:45 | Hiszpania                                        | 97:81(19:17, 34:24, 16:19, 28:21) | Chiny                                                 | Basketball Arena, Londyn Sędzia: * Luigi Lamonica - Felicia Grinter - Fernando Sampietro |
| 29 lipca 201217:45 | Pkt:Pau Gasol 21 Zb:Pau Gasol 11 As:Marc Gasol 5 | 97:81(19:17, 34:24, 16:19, 28:21) | Pkt:Yi Jianlian 30 Zb:Yi Jianlian 12 As:Chen Jianghua | Basketball Arena, Londyn Sędzia: * Luigi Lamonica - Felicia Grinter - Fernando Sampietro |

| 31 lipca 201210:00 | Chiny                                                  | 54:73(12:20, 13:20, 14:21, 15:12) | Rosja                                                             | Basketball Arena, Londyn Sędzia: * Saša Pukl - Robert Lottermoser - William Kennedy |
| 31 lipca 201210:00 | Pkt:Yi Jianlian 16 Zb:Yi Jianlian 7 As:Chen Jianghua 4 | 54:73(12:20, 13:20, 14:21, 15:12) | Pkt:Andrej Kirilenko 16 Zb:Wiktor Chriapa 12 As:Szwied. Chriapa 6 | Basketball Arena, Londyn Sędzia: * Saša Pukl - Robert Lottermoser - William Kennedy |

| 2 sierpnia 201212:15 | Australia                                                  | 81:61(21:22, 28:11, 12:19, 20:9) | Chiny                                                        | Basketball Arena, Londyn Sędzia: * Recep Ankaralı - Pablo Estévez - Stephen Seibel |
| 2 sierpnia 201212:15 | Pkt:Patrick Mills 20 Zb:Mark Worthington 8 As:Joe Ingles 7 | 81:61(21:22, 28:11, 12:19, 20:9) | Pkt:Wang Shipeng 21 Zb:Jianlian, Zhizhi 12 As:Wang Shipeng 3 | Basketball Arena, Londyn Sędzia: * Recep Ankaralı - Pablo Estévez - Stephen Seibel |

| 4 sierpnia 201217:45 | Chiny                                                 | 59:98(11:25, 10:17, 17:28, 21:28) | Brazylia                                                 | Basketball Arena, Londyn Sędzia: * Carl Jungebrand - Borys Ryschyk - Oļegs Latiševs |
| 4 sierpnia 201217:45 | Pkt:Zhu Fangyu 13 Zb:Yi Jianlian 6 As:Chen Jianghua 2 | 59:98(11:25, 10:17, 17:28, 21:28) | Pkt:Vinicius 14 Zb:Anderson Varejão 13 As:Larry Taylor 6 | Basketball Arena, Londyn Sędzia: * Carl Jungebrand - Borys Ryschyk - Oļegs Latiševs |

| 6 sierpnia 201217:45 | Wielka Brytania                                                 | 90:58(27:15, 19:16, 26:17, 18:10) | Chiny                                             | Basketball Arena, Londyn Sędzia: * Cristiano Maranho - Fernando Sampietro - Vaughan Mayberry |
| 6 sierpnia 201217:45 | Pkt:Kieron Achara 16 Zb:Robert Archibald 9 As:Andrew Lawrence 6 | 90:58(27:15, 19:16, 26:17, 18:10) | Pkt:Wang Zhizhi 11 Zb:Yi Jianlian 14 As:Liu Wei 4 | Basketball Arena, Londyn Sędzia: * Cristiano Maranho - Fernando Sampietro - Vaughan Mayberry |

Skład
| Nr | Imię i nazwisko | Data urodzenia (wiek) | Wzrost (cm) | Klub                      | Pozycja |
| -- | --------------- | --------------------- | ----------- | ------------------------- | ------- |
| 4  | Ding Jinhui     | 27.10.1989 (22)       | 204         | Zhejiang Golden Bulls     | F       |
| 5  | Liu Wei         | 15.01.1980 (32)       | 190         | Shanghai Sharks           | G       |
| 6  | Yi Li           | 7.11.1985 (26)        | 203         | Jiangsu Dragons           | F       |
| 7  | Wang Shipeng    | 6.04.1983 (29)        | 198         | Guangdong Southern Tigers | G       |
| 8  | Zhu Fangyu      | 5.01.1983 (29)        | 201         | Guangdong Southern Tigers | F       |
| 9  | Sun Yue         | 6.11.1985 (26)        | 206         | Beijing Olympians         | G       |
| 10 | Zhang Zhaoxu    | 18.11.1987 (24)       | 221         | Shanghai Sharks           | C       |
| 11 | Yi Jianlian     | 27.10.1987 (24)       | 212         | Guangdong Southern Tigers | F       |
| 12 | Guo Ailun       | 14.11.1993 (18)       | 192         | Liaoning Dinosaurs        | G       |
| 13 | Chen Jianghua   | 12.03.1989 (23)       | 188         | Guangdong Southern Tigers | G       |
| 14 | Wang Zhizhi     | 8.07.1977 (35)        | 215         | Bayi Rockets              | C       |
| 15 | Zhou Peng       | 11.10.1989 (22)       | 210         | Guangdong Southern Tigers | F       |

Trener:  Bob Donewald
Turniej kobiet
Reprezentacja Chin w koszykówce kobiet brała udział w rozgrywkach grupy A turnieju olimpijskiego, wygrywając trzy mecze i ponosząc dwie porażki. Awansowała do ćwierćfinału turnieju, w którym uległa Australii.
Tabela grupy
| Poz. | Reprezentacja     | Pkt | Mecze | Mecze | Mecze | Punkty | Punkty | Punkty |
| Poz. | Reprezentacja     | Pkt | M     | Z     | P     | zdob.  | str.   | bilans |
| ---- | ----------------- | --- | ----- | ----- | ----- | ------ | ------ | ------ |
| 1    | Stany Zjednoczone | 10  | 5     | 5     | 0     | 462    | 279    | 183+   |
| 2    | Turcja            | 9   | 5     | 4     | 1     | 343    | 316    | 27+    |
| 3    | Chiny             | 8   | 5     | 3     | 2     | 346    | 363    | 17−    |
| 4    | Czechy            | 7   | 5     | 2     | 3     | 346    | 332    | 14+    |
| 5    | Chorwacja         | 6   | 5     | 1     | 4     | 324    | 379    | 55−    |
| 6    | Angola            | 5   | 5     | 0     | 5     | 243    | 395    | 152−   |

Wyniki spotkań
Faza grupowa
| 28 lipca 20129:00 | Chiny                                          | 66:57(20:16, 16:13, 15:15, 15:13) | Czechy                                                   | Basketball Arena, Londyn |
| 28 lipca 20129:00 | Pkt:Ma Zangyu 16 Zb:Chen Nan 8 As:Miao Lijie 8 | 66:57(20:16, 16:13, 15:15, 15:13) | Pkt:Eva Vítečková 14 Zb:Hana Horáková 9 As:3 zawodniczki | Basketball Arena, Londyn |

| 30 lipca 20129:00 | Chorwacja                                                             | 58:83(21:24, 10:15, 14:25, 13:19) | Chiny                                           | Basketball Arena, Londyn |
| 30 lipca 20129:00 | Pkt:Sandra Mandir 22 Zb:Jelena Ivezić 6 As:Andja Jelavić, Ana Lelas 4 | 58:83(21:24, 10:15, 14:25, 13:19) | Pkt:Chen Nan 28 Zb:Chen Nan 10 As:Miao Lijie 10 | Basketball Arena, Londyn |

| 1 sierpnia 201210:15 | Chiny                                          | 76:52(15:13, 18:18, 24:6, 19:15) | Angola                                                        | Basketball Arena, Londyn |
| 1 sierpnia 201210:15 | Pkt:Ma Zengyu 15 Zb:Gao Song 9 As:Miao Lijie 5 | 76:52(15:13, 18:18, 24:6, 19:15) | Pkt:Sonia Guadalupe 12 Zb:Luisa Tomas 9 As:trzy zawodniczki 2 | Basketball Arena, Londyn |

| 3 sierpnia 201217:45 | Turcja                                                             | 82:55(26:13, 13:14, 20:16, 23:12) | Chiny                                                    | Basketball Arena, Londyn |
| 3 sierpnia 201217:45 | Pkt:Nevriye Yılmaz 16 Zb:Quanitra Hollingsworth 11 As:Işıl Alben 5 | 82:55(26:13, 13:14, 20:16, 23:12) | Pkt:Ma Zengyu 7 Zb:Ma Zengyu, Chen Nan 8 As:Miao Lijie 6 | Basketball Arena, Londyn |

| 5 sierpnia 201217:45 | Chiny                                          | 66:114(28:31, 8:30, 12:33, 18:20) | Stany Zjednoczone                                          | Basketball Arena, Londyn |
| 5 sierpnia 201217:45 | Pkt:Nan Chen 16 Zb:Lijie Miao 8 As:Zengyu Ma 3 | 66:114(28:31, 8:30, 12:33, 18:20) | Pkt:Diana Taurasi 22 Zb:Tamika Catchings 7 As:Maya Moore 7 | Basketball Arena, Londyn |

Ćwierćfinał
| 7 sierpnia 201217:15 | Australia                                                    | 75:60(22:16, 13:20, 20:16, 20:8) | Chiny                                        | The O2 Arena, Londyn |
| 7 sierpnia 201217:15 | Pkt:Liz Cambage 17 Zb:Samantha Richards 6 As:Suzy Batkovic 9 | 75:60(22:16, 13:20, 20:16, 20:8) | Pkt:Zengyu Ma 15 Zb:Song Gao 3 As:Nan Chen 7 | The O2 Arena, Londyn |

Skład
| Nr | Imię i nazwisko | Data urodzenia (wiek) | Wzrost (cm) | Klub                  | Pozycja |
| -- | --------------- | --------------------- | ----------- | --------------------- | ------- |
| 4  | Li Shanshan     | 3.03.1987 (25)        | 177         | Jiangsu Nangang       | G       |
| 5  | Song Xiaoyun    | 11.12.1982 (29)       | 175         | Bayi China Telecom    | G       |
| 6  | Ji Yanyan       | 29.05.1985 (27)       | 182         | Heilongjiang Chenneng | G       |
| 7  | Zhao Shuang     | 21.06.1990 (22)       | 188         | Shenyang Army Sanyang | F       |
| 8  | Miao Lijie      | 3.06.1981 (31)        | 178         | Shenyang Army Sanyang | F       |
| 9  | Guan Xin        | 24.01.1987 (25)       | 195         | Guangdong Dolphins    | C       |
| 10 | Zhang Fan       | 22.08.1984 (27)       | 186         | Beijing Shougang      | F       |
| 11 | Ma Zengyu       | 7.05.1983 (29)        | 183         | Liaoning Baocheng     | F       |
| 12 | Guo Song        | 16.04.1992 (20)       | 190         | Heilongjiang Chenneng | F       |
| 13 | Chen Xiaoli     | 20.02.1982 (30)       | 193         | Liaoning Baocheng     | F       |
| 14 | Wei Wei         | 6.10.1989 (22)        | 206         | Guangdong Dolphins    | C       |
| 15 | Chen Nan        | 8.01.1983 (29)        | 195         | Bayi China Telecom    | C       |

Trener:  Sun Fengwu

### Lekkoatletyka

#### Mężczyźni
Konkurencje biegowe
| Zawodnik                                                               | Konkurencja        | Eliminacje | Eliminacje | Ćwierćfinał | Ćwierćfinał | Półfinał      | Półfinał      | Finał          | Finał          |
| Zawodnik                                                               | Konkurencja        | Wynik      | Miejsce    | Wynik       | Miejsce     | Wynik         | Miejsce       | Wynik          | Miejsce        |
| ---------------------------------------------------------------------- | ------------------ | ---------- | ---------- | ----------- | ----------- | ------------- | ------------- | -------------- | -------------- |
| Su Bingtian                                                            | 100 m              | BYE        | BYE        | 10.19       | 3 Q         | 10.28         | 8             | Nie awansował  | Nie awansował  |
| Xie Zhenye                                                             | 200 m              | 20.69      | 6          | —           | —           | Nie awansował | Nie awansował | Nie awansował  | Nie awansował  |
| Liu Xiang                                                              | 110 m przez płotki | DNF        | DNF        | —           | —           | Nie awansował | Nie awansował | Nie awansował  | Nie awansował  |
| Shi Dongpeng                                                           | 110 m przez płotki | 13.78      | 7          | —           | —           | Nie awansował | Nie awansował | Nie awansował  | Nie awansował  |
| Xie Wenjun                                                             | 110 m przez płotki | 13.43      | 3 Q        | —           | —           | 13.34         | 3             | Nie awansował  | Nie awansował  |
| Cheng Wen                                                              | 400 m przez płotki | 50.38      | 6          | —           | —           | Nie awansował | Nie awansował | Nie awansował  | Nie awansował  |
| Li Zhilong                                                             | 400 m przez płotki | 50.36      | 7          | —           | —           | Nie awansował | Nie awansował | Nie awansował  | Nie awansował  |
| Guo Fan Lao Yi Liang Jiahong Su Bingtian Zhang Peimeng Zheng Dongsheng | sztafeta 4×100 m   | 38.38 NR   | 5          | —           | —           | —             | —             | Nie awansowali | Nie awansowali |
| Dong Guojian                                                           | maraton            | —          | —          | —           | —           | —             | —             | 2:20:39        | 54             |
| Li Zicheng                                                             | maraton            | —          | —          | —           | —           | —             | —             | DNF            | DNF            |
| Cai Zelin                                                              | chód na 20 km      | —          | —          | —           | —           | —             | —             | 1:19:44        | 4              |
| Chen Ding                                                              | chód na 20 km      | —          | —          | —           | —           | —             | —             | 1:18:46 OR     | złoto          |
| Wang Zhen                                                              | chód na 20 km      | —          | —          | —           | —           | —             | —             | 1:19:25        | brąz           |
| Li Jianbo                                                              | chód na 50 km      | —          | —          | —           | —           | —             | —             | 3:39:01        | 7              |
| Si Tianfeng                                                            | chód na 50 km      | —          | —          | —           | —           | —             | —             | 3:37:16        | brąz           |
| Zhao Jianguo                                                           | chód na 50 km      | —          | —          | —           | —           | —             | —             | 3:56:59        | 37             |

Konkurencje techniczne
| Zawodnik      | Konkurencja    | Kwalifikacje | Kwalifikacje | Finał         | Finał         |
| Zawodnik      | Konkurencja    | Wynik        | Miejsce      | Wynik         | Miejsce       |
| ------------- | -------------- | ------------ | ------------ | ------------- | ------------- |
| Li Jinzhe     | skok w dal     | 7.77         | 20           | Nie awansował | Nie awansował |
| Zhang Xiaoyi  | skok w dal     | 7.25         | 36           | Nie awansował | Nie awansował |
| Cao Shuo      | trójskok       | 16.27        | 20           | Nie awansował | Nie awansował |
| Dong Bin      | trójskok       | 16.94        | 5 q          | 16.75         | 10            |
| Zhang Guowei  | skok wzwyż     | 2.21         | =21          | Nie awansował | Nie awansował |
| Yang Yansheng | skok o tyczce  | 5.35         | =20          | Nie awansował | Nie awansował |
| Zhang Jun     | pchnięcie kulą | NM           | –            | Nie awansował | Nie awansował |
| Qin Qiang     | rzut oszczepem | 72.29        | 41           | Nie awansował | Nie awansował |

#### Kobiety
Konkurencje biegowe
| Zawodniczka    | Konkurencja           | Eliminacje | Eliminacje | Ćwierćfinał | Ćwierćfinał | Półfinał       | Półfinał       | Finał          | Finał          |
| Zawodniczka    | Konkurencja           | Wynik      | Miejsce    | Wynik       | Miejsce     | Wynik          | Miejsce        | Wynik          | Miejsce        |
| -------------- | --------------------- | ---------- | ---------- | ----------- | ----------- | -------------- | -------------- | -------------- | -------------- |
| Wei Yongli     | 100 m                 | BYE        | BYE        | 11.48       | 7           | Nie awansowała | Nie awansowała | Nie awansowała | Nie awansowała |
| Sun Yawei      | 100 m przez płotki    | 13.26      | 5          | —           | —           | Nie awansowała | Nie awansowała | Nie awansowała | Nie awansowała |
| Huang Xiaoxiao | 400 m przez płotki    | 56.29      | 6          | —           | —           | Nie awansowała | Nie awansowała | Nie awansowała | Nie awansowała |
| Li Zhenzhu     | 3000 m z przeszkodami | 9:34.29    | 7          | —           | —           | —              | —              | Nie awansowała | Nie awansowała |
| Yin Annuo      | 3000 m z przeszkodami | 10:09.10   | 14         | —           | —           | —              | —              | Nie awansowała | Nie awansowała |
| Wang Jiali     | maraton               | —          | —          | —           | —           | —              | —              | 2:35:46        | 58             |
| Wang Xueqin    | maraton               | —          | —          | —           | —           | —              | —              | 2:28:21        | 22             |
| Zhu Xiaolin    | maraton               | —          | —          | —           | —           | —              | —              | 2:24:48        | 6              |
| Liu Hong       | chód na 20 km         | —          | —          | —           | —           | —              | —              | 1:26:00        | 4              |
| Lü Xiuzhi      | chód na 20 km         | —          | —          | —           | —           | —              | —              | 1:26:26        | 6              |
| Qieyang Shijie | chód na 20 km         | —          | —          | —           | —           | —              | —              | 1:25:16 NR     | brąz           |

Konkurencje techniczne
| Zawodniczka    | Konkurencja    | Kwalifikacje | Kwalifikacje | Finał          | Finał          |
| Zawodniczka    | Konkurencja    | Wynik        | Miejsce      | Wynik          | Miejsce        |
| -------------- | -------------- | ------------ | ------------ | -------------- | -------------- |
| Li Yanmei      | trójskok       | 13.43        | 30           | Nie awansowała | Nie awansowała |
| Xie Limei      | trójskok       | 13.69        | 23           | Nie awansowała | Nie awansowała |
| Zheng Xingjuan | skok wzwyż     | 1.90         | 18           | Nie awansowała | Nie awansowała |
| Li Ling1       | skok o tyczce  | 4.25         | 30           | Nie awansowała | Nie awansowała |
| Gong Lijiao    | pchnięcie kulą | 19.11        | 5 Q          | 20.22          | brąz           |
| Li Ling²       | pchnięcie kulą | 19.23        | 4 Q          | 19.63          | 4              |
| Liu Xiangrong  | pchnięcie kulą | 18.96        | 6 Q          | 19.18          | 6              |
| Li Yanfeng     | rzut dyskiem   | 64.48        | 6 Q          | 67.22          | brąz           |
| Ma Xuejun      | rzut dyskiem   | 62.66        | 11 q         | 61.02          | 11             |
| Tan Jian       | rzut dyskiem   | NM           | –            | Nie awansowała | Nie awansowała |
| Li Lingwei     | rzut oszczepem | 56.50        | 30           | Nie awansowała | Nie awansowała |
| Lü Huihui      | rzut oszczepem | 64.45        | 5 Q          | 63.70          | 5              |
| Zhang Li       | rzut oszczepem | 58.35        | 23           | Nie awansowała | Nie awansowała |
| Zhang Wenxiu   | rzut młotem    | 74.53        | 2 Q          | 76.34          | 4              |

### Łucznictwo
Mężczyźni
| Zawodnik                        | Konkurencja   | Runda rankingowa | Runda rankingowa | 1/32                | 1/16               | 1/8              | Ćwierćfinał           | Półfinał         | Finał                  | Finał          |
| Zawodnik                        | Konkurencja   | Punkty           | Rozstawienie     | Przeciwnik Wynik    | Przeciwnik Wynik   | Przeciwnik Wynik | Przeciwnik Wynik      | Przeciwnik Wynik | Przeciwnik Wynik       | Pozycja        |
| ------------------------------- | ------------- | ---------------- | ---------------- | ------------------- | ------------------ | ---------------- | --------------------- | ---------------- | ---------------------- | -------------- |
| Dai Xiaoxiang                   | indywidualnie | 678              | 7                | Štrajhar (58) W 6–0 | Vélez (26) W 6–0   | Worth (23) W 6–5 | Kim B-M (2) W 6–5     | Oh J-H (3) P 5–6 | van der Ven (16) W 6–5 | brąz           |
| Liu Zhaowu                      | indywidualnie | 668              | 22               | Ruban (43) P 5–6    | Nie awansował      | Nie awansował    | Nie awansował         | Nie awansował    | Nie awansował          | Nie awansował  |
| Xing Yu                         | indywidualnie | 673              | 13               | Mayr (52) W 6–0     | Mohamad (20) P 5–6 | Nie awansował    | Nie awansował         | Nie awansował    | Nie awansował          | Nie awansował  |
| Dai Xiaoyang Liu Zhaowu Xing Yu | drużynowo     | 2019             | 3                | —                   | —                  | BYE              | Włochy (10) P 216–220 | Nie awansowali   | Nie awansowali         | Nie awansowali |

Kobiety
| Zawodniczka                    | Konkurencja   | Runda rankingowa | Runda rankingowa | 1/32                  | 1/16                | 1/8                   | Ćwierćfinał                     | Półfinał            | Finał                          | Finał          |
| Zawodniczka                    | Konkurencja   | Wynik            | Rozstawienie     | Przeciwniczka Wynik   | Przeciwniczka Wynik | Przeciwniczka Wynik   | Przeciwniczka Wynik             | Przeciwniczka Wynik | Przeciwniczka Wynik            | Pozycja        |
| ------------------------------ | ------------- | ---------------- | ---------------- | --------------------- | ------------------- | --------------------- | ------------------------------- | ------------------- | ------------------------------ | -------------- |
| Cheng Ming                     | indywidualnie | 651              | 20               | Brito (45) W 6–4      | Valencia (13) W 7–1 | Lorig (4) P 3–7       | Nie awansowała                  | Nie awansowała      | Nie awansowała                 | Nie awansowała |
| Fang Yuting                    | indywidualnie | 649              | 25               | Rochmawati (40) P 4–6 | Nie awansowała      | Nie awansowała        | Nie awansowała                  | Nie awansowała      | Nie awansowała                 | Nie awansowała |
| Xu Jing                        | indywidualnie | 646              | 27               | Leśniak (38) W 6–2    | Kanie (6) P 0–6     | Nie awansowała        | Nie awansowała                  | Nie awansowała      | Nie awansowała                 | Nie awansowała |
| Cheng Ming Fang Yuting Xu Jing | drużynowo     | 1946             | 7                | —                     | —                   | Włochy (10) W 200–199 | Stany Zjednoczone (2) W 218–213 | Rosja (6) W 208–207 | Korea Południowa (1) P 209–210 | srebro         |

### Pięciobój nowoczesny
| Zawodnik      | Konkurencja | Szermierka | Szermierka | Szermierka | Pływanie | Pływanie | Pływanie | Jazda konna | Jazda konna | Jazda konna | Kombinacja: strzelanie/bieg przełajowy | Kombinacja: strzelanie/bieg przełajowy | Kombinacja: strzelanie/bieg przełajowy | Suma punktów | Pozycja |
| Zawodnik      | Konkurencja | Wynik      | M.         | Punkty     | Czas     | M.       | Punkty   | Kary        | M.          | Punkty      | M. strzelanie                          | Czas                                   | M.                                     | Suma punktów | Pozycja |
| ------------- | ----------- | ---------- | ---------- | ---------- | -------- | -------- | -------- | ----------- | ----------- | ----------- | -------------------------------------- | -------------------------------------- | -------------------------------------- | ------------ | ------- |
| Cao Zhongrong | Mężczyźni   | 25–10      | =2         | 1000       | 1:58.93  | 3        | 1376     | 120         | 27          | 1080        | 10:38.02                               | 9                                      | 2448                                   | 5904         | srebro  |
| Wang Guan     | Mężczyźni   | 12–23      | =34        | 688        | 2:12.13  | 32       | 1216     | DNS         | 36          | 0           | Nie ukończył                           | Nie ukończył                           | Nie ukończył                           | 1904         | 36      |
| Chen Qian     | Kobiety     | 21–14      | =6         | 904        | 2:17.77  | 14       | 1148     | 80          | 22          | 1120        | 11:52.20                               | 3                                      | 2152                                   | 5324         | 5       |
| Miao Yihua    | Kobiety     | 20–15      | =8         | 880        | 2:19.31  | 21       | 1132     | 64          | 17          | 1136        | 12:26.31                               | 20                                     | 2016                                   | 5164         | 14      |

### Piłka wodna
Reprezentacja Chin w piłce wodnej kobiet brała udział w rozgrywkach grupy A turnieju olimpijskiego, przegrywając w niej wszystkie trzy spotkania. W ćwierćfinale uległa ona Australii, w półfinale o miejsca 5-8 pokonała Włochy, a w meczu o 5. miejsce Rosję, zajmując ostatecznie 5. miejsce w turnieju.
Tabela grupy
| Drużyna           | M | W | R | P | G+ | G- | G= | Pkt |
| ----------------- | - | - | - | - | -- | -- | -- | --- |
| Hiszpania         | 3 | 2 | 1 | 0 | 33 | 26 | +7 | 5   |
| Stany Zjednoczone | 3 | 2 | 1 | 0 | 30 | 28 | +2 | 50  |
| Węgry             | 3 | 1 | 0 | 2 | 35 | 37 | −2 | 20  |
| Chiny             | 3 | 0 | 0 | 3 | 22 | 29 | −7 | 0   |

| 30 lipca 2012 15:30 | Hiszpania · Espar 3 | 11:6(2:2) (4:2) (4:2) (1:0)Raport | Chiny · 3 Ma H | Water Polo Arena, Londyn Sędzia: Alan Balfanbaye Cory Williams |
|                     |                     |                                   |                |                                                                |

| 1 sierpnia 2012 14:10 | Węgry · Szűcs 4 | 11:10(1:3) (4:4) (4:3) (2:0)Raport | Chiny · 2 cztery zawodniczki | Water Polo Arena, Londyn Sędzia: Georgios Stavridis Svetlana Dreval |
|                       |                 |                                    |                              |                                                                     |

| 3 sierpnia 2012 19:40 | Chiny · Sun Y, Ma H 2 | 6:7(1:0) (2:2) (0:3) (3:2)Raport | Stany Zjednoczone · 3 Steffens | Water Polo Arena, Londyn Sędzia: Daniel Flahive Marijo Brguljan |
|                       |                       |                                  |                                |                                                                 |

Ćwierćfinał
| 5 sierpnia 2012 16:10 | Australia · Ralph, Zagame 3 | 20:18 pk.(5:5, 3:3, 2:4, 4:2, d. 2:2 k. 4:2)Raport | Chiny · 4 Ma H | Water Polo Arena, Londyn Sędzia: Georgios Stavridis Dragan Stampalija |
|                       |                             |                                                    |                |                                                                       |

O miejsca 5-8
| 7 sierpnia 2012 14:10 | Włochy · di Mario 4 | 10:14(2:5) (2:5) (2:2) (4:2)Raport | Chiny · 2 sześć zawodniczek | Water Polo Arena, Londyn Sędzia: Svetlana Dreval Anton Berwoets |
|                       |                     |                                    |                             |                                                                 |

O miejsce 5
| 9 sierpnia 2012 15:50 | Chiny · Ma H 6 | 16:15 pd.(3:3, 5:6, 3:2, 3:3 d. 2:1)Raport | Rosja · 4 Fedotowa, Antonowa | Water Polo Arena, Londyn Sędzia: Brian Littlejohn Steven Rotsart |
|                       |                |                                            |                              |                                                                  |

Skład
- Trener: Juan Jane Giralt

| Nr | Imię i nazwisko | Poz. | Wzrost (cm) | Waga (kg) | Data urodzenia        | Klub |
| -- | --------------- | ---- | ----------- | --------- | --------------------- | ---- |
| 1  | Yang Jun        | GK   | 180         | 69        | 28 kwietnia 1988(dts) |      |
| 2  | Teng Fei        | D    | 169         | 65        | 23 stycznia 1988(dts) |      |
| 3  | Liu Ping        | CB   | 173         | 67        | 1 maja 1987(dts)      |      |
| 4  | Sun Yujun       | D    | 168         | 65        | 30 stycznia 1987(dts) |      |
| 5  | He Jin          | CF   | 178         | 100       | 3 maja 1987(dts)      |      |
| 6  | Sun Yating      | CF   | 180         | 80        | 24 lutego 1988(dts)   |      |
| 7  | Song Donglun    | D    | 178         | 82        | 28 kwietnia 1991(dts) |      |
| 8  | Gao Ao          | D    | 173         | 75        | 26 lipca 1990(dts)    |      |
| 9  | Wang Yi         | D    | 178         | 69        | 29 lipca 1987(dts)    |      |
| 10 | Ma Huanhuan     | D    | 177         | 69        | 13 stycznia 1990(dts) |      |
| 11 | Sun Huizi       | D    | 182         | 69        | 11 czerwca 1990(dts)  |      |
| 12 | Zhang Lei       | D    | 171         | 65        | 9 maja 1988(dts)      |      |
| 13 | Wang Ying       | GK   | 185         | 76        | 7 sierpnia 1988(dts)  |      |

### Pływanie
Mężczyźni
| Zawodnik                                                           | Konkurencja        | Eliminacje | Eliminacje | Półfinał      | Półfinał      | Finał          | Finał          |
| Zawodnik                                                           | Konkurencja        | Czas       | Miejsce    | Czas          | Miejsce       | Czas           | Miejsce        |
| ------------------------------------------------------------------ | ------------------ | ---------- | ---------- | ------------- | ------------- | -------------- | -------------- |
| Chen Yin                                                           | 200 m motylkowym   | 1:55.60    | 6 Q        | 1:54.43       | 3 Q           | 1:55.18        | 8              |
| Cheng Chen                                                         | 200 m klasycznym   | 2:19.83    | 33         | Nie awansował | Nie awansował | Nie awansował  | Nie awansował  |
| Cheng Feiyi                                                        | 100 m grzbietowym  | 53.22      | 2 Q        | 53.50         | 6 Q           | 53.77          | 8              |
| Dai Jun                                                            | 1500 m dowolnym    | 15:13.90   | 15         | —             | —             | Nie awansował  | Nie awansował  |
| Hao Yun                                                            | 400 m dowolnym     | 3:46.88    | 6 Q        | —             | —             | 3:46.02        | 4              |
| He Jianbin                                                         | 100 m grzbietowym  | 54.81      | 21         | Nie awansował | Nie awansował | Nie awansował  | Nie awansował  |
| Li Xiayan                                                          | 100 m klasycznym   | 1:01.55    | 28         | Nie awansował | Nie awansował | Nie awansował  | Nie awansował  |
| Li Yunqi                                                           | 200m dowolnym      | 1:48.72    | 23         | Nie awansował | Nie awansował | Nie awansował  | Nie awansował  |
| Lü Zhiwu                                                           | 100m dowolnym      | DNS        | DNS        | Nie awansował | Nie awansował | Nie awansował  | Nie awansował  |
| Sun Yang                                                           | 200 m dowolnym     | 1:46.24    | 1 Q        | 1:45.61       | 1 Q           | 1:44.93        | srebro         |
| Sun Yang                                                           | 400 m dowolnym     | 3:45.07    | 1 Q        | —             | —             | 3:40.14 RO     | złoto          |
| Sun Yang                                                           | 1500 m dowolnym    | 14:43.25   | 1 Q        | —             | —             | 14:31.02 RŚ    | złoto          |
| Wang Chengxiang                                                    | 400 m zmiennym     | 4:15.57    | 14         | —             | —             | Nie awansował  | Nie awansował  |
| Wang Shun                                                          | 200 m zmiennym     | 2:00.85    | =22        | Nie awansował | Nie awansował | Nie awansował  | Nie awansował  |
| Wu Peng                                                            | 200 m motylkowym   | 1:55.88    | 10 Q       | 1:55.65       | 11            | Nie awansował  | Nie awansował  |
| Wu Peng                                                            | 200 m zmiennym     | 2:01.43    | 30         | Nie awansował | Nie awansował | Nie awansował  | Nie awansował  |
| Xu Jiayu                                                           | 200 m grzbietowym  | 2:00.26    | 28         | Nie awansował | Nie awansował | Nie awansował  | Nie awansował  |
| Yang Shi                                                           | 50 m dowolnym      | 22.64      | 26         | Nie awansował | Nie awansował | Nie awansował  | Nie awansował  |
| Yang Zhixian                                                       | 400 m zmiennym     | 4:15.45    | 12         | —             | —             | Nie awansował  | Nie awansował  |
| Zhang Fenglin                                                      | 200 m grzbietowym  | 1:56.71    | 3 Q        | 1:55.56       | 3 Q           | 1:55.59        | 4              |
| Zhou Jiawei                                                        | 100 m motylkowym   | 52.03      | 8 Q        | 52.30         | 13            | Nie awansował  | Nie awansował  |
| Chen Zuo He Jianbin Lü Zhiwu Shi Tengfei Zhang Enjian              | 4 × 100 m dowolnym | 3:17.00    | 11         | —             | —             | Nie awansowali | Nie awansowali |
| Hao Yun Jiang Haiqi Li Yunqi Lü Zhiwu Sun Yang                     | 4 × 200 m dowolnym | 7:11.35    | 6 Q        | —             | —             | 7:06.30        | brąz           |
| Chen Weiwu Cheng Chen He Jianbin Huang Yunkun Lü Zhiwu Zhou Jiawei | 4 × 100 m zmiennym | 3:34.65    | 11         | —             | —             | Nie awansowali | Nie awansowali |

Kobiety
| Zawodniczka                                                         | Konkurencja        | Eliminacje | Eliminacje | Półfinał       | Półfinał       | Finał          | Finał          |
| Zawodniczka                                                         | Konkurencja        | Czas       | Miejsce    | Czas           | Miejsce        | Czas           | Miejsce        |
| ------------------------------------------------------------------- | ------------------ | ---------- | ---------- | -------------- | -------------- | -------------- | -------------- |
| Bai Anqi                                                            | 200 m grzbietowym  | 2:11.26    | 19         | Nie awansowała | Nie awansowała | Nie awansowała | Nie awansowała |
| Fu Yuanhui                                                          | 100 m grzbietowym  | 59.96      | 8 Q        | 59.82          | 8 Q            | 1:00.50        | 8              |
| Ji Liping                                                           | 200 m klasycznym   | 2:25.76    | =7 Q       | 2:27.26        | 13             | Nie awansowała | Nie awansowała |
| Jiao Liuyang                                                        | 100 m motylkowym   | 57.71      | 6 Q        | 58.04          | 9              | Nie awansowała | Nie awansowała |
| Jiao Liuyang                                                        | 200 m motylkowym   | 2:07.15    | 2 Q        | 2:06.10        | 2 Q            | 2:04.06 RO     | złoto          |
| Li Jiaxing                                                          | 200 m zmiennym     | 2:13.43    | 13 Q       | 2:12.69        | 11             | Nie awansowała | Nie awansowała |
| Li Xuanxu                                                           | 400 m dowolnym     | 4:10.95    | 19         | —              | —              | Nie awansowała | Nie awansowała |
| Li Xuanxu                                                           | 400 m zmiennym     | 4:34.28    | 4 Q        | —              | —              | 4:32.91        | brąz           |
| Liu Xiaoyu                                                          | 100 m klasycznym   | 1:07.99    | 17         | Nie awansowała | Nie awansowała | Nie awansowała | Nie awansowała |
| Liu Zige                                                            | 200 m motylkowym   | 2:08.72    | 11 Q       | 2:06.99        | 6 Q            | 2:07.77        | 8              |
| Lu Ying                                                             | 100 m motylkowym   | 57.17      | 2 Q        | 57.51          | 6 Q            | 56.87          | srebro         |
| Shao Yiwen                                                          | 400 m dowolnym     | 4:08.41    | 14         | —              | —              | Nie awansowała | Nie awansowała |
| Shao Yiwen                                                          | 800 m dowolnym     | 8:27.78    | 9          | —              | —              | Nie awansowała | Nie awansowała |
| Song Wenyan                                                         | 200 m dowolnym     | 1:59.47    | 21         | Nie awansowała | Nie awansowała | Nie awansowała | Nie awansowała |
| Sun Ye                                                              | 200 m klasycznym   | 2:27.94    | 24         | Nie awansowała | Nie awansowała | Nie awansowała | Nie awansowała |
| Tang Yi                                                             | 100 m dowolnym     | 53.28      | 1 Q        | 53.60          | 4 Q            | 53.44          | brąz           |
| Wang Shijia                                                         | 200 m dowolnym     | 1:58.73    | 14 Q       | 1:58.63        | 15             | Nie awansowała | Nie awansowała |
| Xin Xin                                                             | 800 m dowolnym     | 8:40.88    | 24         | —              | —              | Nie awansowała | Nie awansowała |
| Fang Yanqiao                                                        | 10 km              | —          | —          | —              | —              | Rezygn.        | Rezygn.        |
| Yao Yige                                                            | 200 m grzbietowym  | 2:12.14    | 22         | Nie awansowała | Nie awansowała | Nie awansowała | Nie awansowała |
| Ye Shiwen                                                           | 200 m zmiennym     | 2:08.90    | 1 Q        | 2:08.39 RO     | 1 Q            | 2:07.57 RO     | złoto          |
| Ye Shiwen                                                           | 400 m zmiennym     | 4:31.73    | 2 Q        | —              | —              | 4:28.43 RŚ     | złoto          |
| Zhao Jin                                                            | 100 m klasycznym   | 1:07.68    | 13         | Nie awansowała | Nie awansowała | Nie awansowała | Nie awansowała |
| Zhao Jing                                                           | 100 m grzbietowym  | 59.97      | 9 Q        | 59.55          | 5 Q            | 59.23          | 6              |
| Zhu Qianwei                                                         | 50 m dowolnym      | 25.54      | =24        | Nie awansowała | Nie awansowała | Nie awansowała | Nie awansowała |
| Qiu Yuhan Tang Yi Wang Haibing Wang Shijia Zhu Qianwei              | 4 × 100 m dowolnym | 3:37.91    | 4 Q        | —              | —              | 3:36.75        | 4              |
| Chen Qian Liu Jing Pang Jiaying Song Wenyan Wang Shijia Zhu Qianwei | 4 × 200 m dowolnym | 7:53.66    | 6 Q        | —              | —              | 7:53.11        | 6              |
| Gao Chang Ji Liping Jiao Liuyang Lu Ying Tang Yi                    | 4 × 100 m zmiennym | 3:59.38    | 7 Q        | —              | —              | 3:56.41        | 5              |

### Pływanie synchroniczne
| Zawodniczki                                                                                       | Konkurencja | Układ techniczny | Układ techniczny | Układ dowolny (eliminacje) | Układ dowolny (eliminacje) | Układ dowolny (eliminacje) | Układ dowolny (finał) | Układ dowolny (finał)      | Układ dowolny (finał) |
| Zawodniczki                                                                                       | Konkurencja | Punkty           | Miejsce          | Punkty                     | Razem (techniczny + wolny) | Miejsce                    | Punkty                | Razem (techniczny + wolny) | Miejsce               |
| ------------------------------------------------------------------------------------------------- | ----------- | ---------------- | ---------------- | -------------------------- | -------------------------- | -------------------------- | --------------------- | -------------------------- | --------------------- |
| Jiang Tingting Jiang Wenwen                                                                       | Duet        | 96.100           | 2.               | 96.710                     | 192.810                    | 2.                         | 96.770                | 192.870                    | brąz                  |
| Chang Si Chen Xiaojun Huang Xuechen Jiang Tingting Jiang Wenwen Liu Ou Luo Xi Sun Wenyan Wu Yiwen | Drużyny     | 97.000           | 2.               | —                          | —                          | —                          | 97.010                | 194.010                    | srebro                |

### Podnoszenie ciężarów
Mężczyźni
| Zawodnik     | Konkurencja | Rwanie | Rwanie  | Podrzut | Podrzut | Razem | Pozycja |
| Zawodnik     | Konkurencja | Wynik  | Pozycja | Wynik   | Pozycja | Razem | Pozycja |
| ------------ | ----------- | ------ | ------- | ------- | ------- | ----- | ------- |
| Wu Jingbiao  | 56 kg       | 133    | 1.      | 156     | 2.      | 289   | srebro  |
| Zhang Jie    | 62 kg       | 140    | 3.      | 174     | 2.      | 314   | 4.      |
| Lin Qingfeng | 69 kg       | 157    | 1.      | 187     | 2.      | 344   | złoto   |
| Lu Haojie    | 77 kg       | 170    | 2.      | 190     | 5.      | 360   | srebro  |
| Lü Xiaojun   | 77 kg       | 175    | 1.      | 204     | 1.      | 379   | złoto   |
| Lu Yong      | 85 kg       | 178    | 1.      | DNF     | –       | –     | NCL     |

Kobiety
| Zawodniczka   | Konkurencja | Rwanie | Rwanie  | Podrzut | Podrzut | Razem | Pozycja |
| Zawodniczka   | Konkurencja | Wynik  | Pozycja | Wynik   | Pozycja | Razem | Pozycja |
| ------------- | ----------- | ------ | ------- | ------- | ------- | ----- | ------- |
| Wang Mingjuan | 48 kg       | 91     | 1.      | 114     | 1.      | 205   | złoto   |
| Zhou Jun      | 53 kg       | DNF    | –       | –       | –       | –     | NCL     |
| Li Xueying    | 58 kg       | 108    | 1.      | 138     | 1.      | 246   | złoto   |
| Zhou Lulu     | +75 kg      | 146    | 2.      | 187     | 1.      | 333   | złoto   |

### Siatkówka

#### Siatkówka halowa
Turniej kobiet
Reprezentacja Chin w piłce siatkowej kobiet brała udział w rozgrywkach grupy B turnieju olimpijskiego, wygrywając trzy mecze i przegrywając dwa. Awansowała do dalszej fazy turnieju, w ćwierćfinale ulegając jednak Japonii.
Tabela grupy
| Lp. | Drużyna           | Pkt | Mecze | Mecze | Mecze | Sety | Sety | Sety  | Małe punkty | Małe punkty | Małe punkty |
| Lp. | Drużyna           | Pkt | M     | W     | P     | wyg. | prz. | ratio | zdob.       | str.        | ratio       |
| --- | ----------------- | --- | ----- | ----- | ----- | ---- | ---- | ----- | ----------- | ----------- | ----------- |
| 1   | Stany Zjednoczone | 15  | 5     | 5 (0) | 0 (0) | 15   | 2    | 7.500 | 426         | 345         | 1.235       |
| 2   | Chiny             | 9   | 5     | 3 (1) | 2 (1) | 11   | 10   | 1.100 | 475         | 461         | 1.030       |
| 3   | Korea Południowa  | 8   | 5     | 2 (0) | 3 (2) | 11   | 10   | 1.100 | 449         | 451         | 0.996       |
| 4   | Brazylia          | 7   | 5     | 3 (2) | 2 (0) | 10   | 10   | 1.000 | 447         | 420         | 1.064       |
| 5   | Turcja            | 6   | 5     | 2 (1) | 3 (1) | 9    | 11   | 0.818 | 434         | 443         | 0.980       |
| 6   | Serbia            | 0   | 5     | 0 (0) | 5 (0) | 2    | 15   | 0.133 | 296         | 407         | 0.727       |

Źródło: fivb.org
Punktacja: 3:0 i 3:1 – 3 pkt; 3:2 – 2 pkt; 2:3 – 1 pkt; 1:3 i 0:3 – 0 pkt
Zasady ustalania kolejności: 1. liczba punktów; 2. liczba zwycięstw; 3. stosunek setów; 4. stosunek małych punktów; 5. bilans w bezpośrednich meczach
Wyniki spotkań
| Data         | Godzina | Drużyna 1         | Wynik | Drużyna 2        | Set 1 | Set 2 | Set 3 | Set 4 | Set 5 | Widzów | Raport |
| ------------ | ------- | ----------------- | ----- | ---------------- | ----- | ----- | ----- | ----- | ----- | ------ | ------ |
| Faza grupowa |         |                   |       |                  |       |       |       |       |       |        |        |
| 28.07        | 11:30   | Chiny             | 3:1   | Serbia           | 16:25 | 25:18 | 25:13 | 25:12 | --:-- | 13.000 |        |
| 30.07        | 9:30    | Chiny             | 3:1   | Turcja           | 25:20 | 25:20 | 29:31 | 25:22 | --:-- | 10.500 |        |
| 01.08        | 21:00   | Stany Zjednoczone | 3:0   | Chiny            | 26:24 | 25:16 | 31:29 | --:-- | --:-- | 14.800 |        |
| 03.08        | 9:30    | Brazylia          | 3:2   | Chiny            | 25:16 | 20:25 | 25:18 | 28:30 | 15:10 | 11.000 |        |
| 05.08        | 11:30   | Chiny             | 3:2   | Korea Południowa | 28:26 | 22:25 | 25:19 | 22:25 | 15:10 | 12.000 |        |
| Ćwierćfinał  |         |                   |       |                  |       |       |       |       |       |        |        |
| 07.08        | 13:00   | Japonia           | 3:2   | Chiny            | 28:26 | 23:25 | 25:23 | 23:25 | 18:16 | 12.000 |        |

Skład
| Nr | Imię i nazwisko | Data urodzenia (wiek) | Wzrost (cm) | Klub     | Pozycja |
| -- | --------------- | --------------------- | ----------- | -------- | ------- |
| 1  | Wang Yimei      | 11.01.1988 (24)       | 190         | Liaoning | P       |
| 2  | Mi Yang         | 24.01.1989 (23)       | 180         | Tianjin  | R       |
| 4  | Hui Ruoqi       | 04.03.1991 (21)       | 189         | Jiangsu  | P       |
| 6  | Chu Jinling     | 29.07.1984 (28)       | 190         | Liaoning | P       |
| 7  | Zhang Xian      | 16.03.1985 (27)       | 167         | Liaoning | L       |
| 8  | Wei Qiuyue (K)  | 26.09.1988 (23)       | 182         | Tianjin  | R       |
| 9  | Yang Junjing    | 15.05.1989 (23)       | 190         | Army     | Ś       |
| 10 | Shan Danna      | 08.10.1991 (20)       | 168         | Zhejiang | L       |
| 11 | Xu Yunli        | 02.08.1987 (24)       | 196         | Fujian   | Ś       |
| 12 | Zeng Chunlei    | 03.11.1989 (22)       | 186         | Beijing  | A       |
| 15 | Ma Yunwen       | 19.10.1986 (25)       | 189         | Shanghai | Ś       |
| 17 | Zhang Lei       | 11.01.1985 (27)       | 181         | Shangahi | A       |

Trener:  Yu Juemin

#### Siatkówka plażowa
| Zawodnicy            | Konkurencja | Faza grupowa                                 | Faza grupowa                                | Faza grupowa                                    | Pozycja | 1/8                                     | Ćwierćfinały                                 | Półfinały                              | Finał                                         | Finał   |
| Zawodnicy            | Konkurencja | Przeciwnicy Wynik                            | Przeciwnicy Wynik                           | Przeciwnicy Wynik                               | Pozycja | Przeciwnicy Wynik                       | Przeciwnicy Wynik                            | Przeciwnicy Wynik                      | Przeciwnicy Wynik                             | Pozycja |
| -------------------- | ----------- | -------------------------------------------- | ------------------------------------------- | ----------------------------------------------- | ------- | --------------------------------------- | -------------------------------------------- | -------------------------------------- | --------------------------------------------- | ------- |
| Wu Penggen Xu Linyin | Mężczyźni   | Chevallier/Heyer P 1-2 (21:18, 16:21, 12:15) | Brink/Reckermann P 1-2 (21:13, 19:21, 8:15) | Prokopiew/Siemienow P 1-2 (27:29, 21:17, 12:15) | 4.      | NQ                                      | NQ                                           | NQ                                     | NQ                                            | NQ      |
| Xue Chen Zhang Xi    | Kobiety     | Wasina/Wozakowa P 1-2 (21:18, 14:21, 14:16)  | Kuhn/Zumkehr W 2-1 (21:18, 16:21, 15:8)     | Arvaniti/Tsiartsiani W 2-0 (21:17, 21:16)       | 2.      | Chomiakowa/Ukołowa W 2-0 (21:12, 21:11) | D Schwaiger/S Schwaiger W 2-0 (21:18, 21:11) | May-Treanor/Walsh P 0-2 (20:22, 20:22) | Felisberta/França P 1-2 (21:11, 19:21, 12:15) | 4.      |

### Skoki do wody
Mężczyźni
| Zawodnik               | Konkurencja                   | Preeliminacje | Preeliminacje | Półfinał | Półfinał | Finał  | Finał   |
| Zawodnik               | Konkurencja                   | Punkty        | Miejsce       | Punkty   | Miejsce  | Punkty | Miejsce |
| ---------------------- | ----------------------------- | ------------- | ------------- | -------- | -------- | ------ | ------- |
| He Chong               | trampolina 3 m indywidualnie  | 500.90        | 2.            | 510.15   | 1.       | 524.15 | brąz    |
| Qin Kai                | trampolina 3 m indywidualnie  | 451.60        | 11.           | 500.35   | 3.       | 541.75 | srebro  |
| Lin Yue                | wieża 10 m indywidualnie      | 532.15        | 2.            | 541.80   | 2.       | 527.30 | 6.      |
| Qiu Bo                 | wieża 10 m indywidualnie      | 563.70        | 1.            | 563.55   | 1.       | 566.85 | srebro  |
| Luo Yutong Qin Kai     | trampolina 3 m synchronicznie | —             | —             | —        | —        | 477.00 | złoto   |
| Cao Yuan Zhang Yanquan | wieża 10 m synchronicznie     | —             | —             | —        | —        | 486.78 | złoto   |

Kobiety
| Zawodniczka          | Konkurencja                   | Preeliminacje | Preeliminacje | Półfinał | Półfinał | Finał  | Finał   |
| Zawodniczka          | Konkurencja                   | Punkty        | Miejsce       | Punkty   | Miejsce  | Punkty | Miejsce |
| -------------------- | ----------------------------- | ------------- | ------------- | -------- | -------- | ------ | ------- |
| He Zi                | trampolina 3 m indywidualnie  | 363.85        | 2.            | 354.50   | 3.       | 379.20 | srebro  |
| Wu Minxia            | trampolina 3 m indywidualnie  | 387.75        | 1.            | 394.40   | 1.       | 414.00 | złoto   |
| Chen Ruolin          | wieża 10 m indywidualnie      | 392.35        | 1.            | 407.25   | 1.       | 422.30 | złoto   |
| Hu Yadan             | wieża 10 m indywidualnie      | 337.85        | 6.            | 328.25   | 9.       | 349.50 | 9.      |
| He Zi Wu Minxia      | trampolina 3 m synchronicznie | —             | —             | —        | —        | 346.20 | złoto   |
| Chen Ruolin Wang Hao | wieża 10 m synchronicznie     | —             | —             | —        | —        | 368.40 | złoto   |

### Strzelectwo
Mężczyźni
| Zawodnik      | Konkurencja                             | Kwalifikacje | Kwalifikacje | Finał         | Finał         |
| Zawodnik      | Konkurencja                             | Punkty       | Miejsce      | Punkty        | Miejsce       |
| ------------- | --------------------------------------- | ------------ | ------------ | ------------- | ------------- |
| Ding Feng     | pistolet szybkostrzelny 25 m            | 588          | 2 Q          | 27            | brąz          |
| Du Yu         | trap                                    | 112          | 30           | Nie awansował | Nie awansował |
| Hu Binyuan    | trap podwójny                           | 133          | 14           | Nie awansował | Nie awansował |
| Lan Xing      | karabin małokalibrowy trzy postawy 50 m | 1159         | 29           | Nie awansował | Nie awansował |
| Li Jun        | trap podwójny                           | 134          | 11           | Nie awansował | Nie awansował |
| Pang Wei      | pistolet dowolny 50 m                   | 586          | 2 Q          | 683,7         | 4             |
| Tan Zongliang | pistolet dowolny 50 m                   | 581          | 12           | Nie awansował | Nie awansował |
| Wang Tao      | karabin pneumatyczny 10 m               | 598          | 4 Q          | 700,4         | 4             |
| Wang Weiyi    | karabin małokalibrowy leżąc 50 m        | 591          | 28           | Nie awansował | Nie awansował |
| Wang Zhiwei   | pistolet pneumatyczny 10 m              | 566          | 2 Q          | 658,6         | brąz          |
| Zhang Jian    | pistolet szybkostrzelny 25 m            | 584          | 5 Q          | 601           | 5             |
| Zhang Tian    | pistolet pneumatyczny 10 m              | 553          | 25           | Nie awansował | Nie awansował |
| Zhu Qinan     | karabin małokalibrowy trzy postawy 50 m | 1170         | 6 Q          | 1270,2        | 5             |
| Zhu Qinan     | karabin małokalibrowy leżąc 50 m        | 590          | 34           | Nie awansował | Nie awansował |
| Zhu Qinan     | karabin pneumatyczny 10 m               | 595          | 10           | Nie awansował | Nie awansował |

Kobiety
| Zawodniczka | Konkurencja                             | Kwalifikacje | Kwalifikacje | Finał          | Finał          |
| Zawodniczka | Konkurencja                             | Punkty       | Miejsce      | Punkty         | Miejsce        |
| ----------- | --------------------------------------- | ------------ | ------------ | -------------- | -------------- |
| Chen Ying   | pistolet sportowy 25 m                  | 585          | 3 Q          | 791,4          | srebro         |
| Du Li       | karabin małokalibrowy trzy postawy 50 m | 581          | 13           | Nie awansowała | Nie awansowała |
| Guo Wenjun  | pistolet pneumatyczny 10 m              | 388          | 1 Q          | 488,1          | złoto          |
| Li Peijing  | karabin małokalibrowy trzy postawy 50 m | 583          | 9            | Nie awansowała | Nie awansowała |
| Liu Yingzi  | trap                                    | 67           | 12           | Nie awansowała | Nie awansowała |
| Su Yuling   | pistolet pneumatyczny 10 m              | 386          | 4 Q          | 484,6          | 6              |
| Wei Ning    | skeet                                   | 68           | 4 Q          | 91             | srebro         |
| Yi Siling   | karabin pneumatyczny 10 m               | 399          | 1 Q          | 502,9          | złoto          |
| Yu Dan      | karabin pneumatyczny 10 m               | 398          | 3 Q          | 501,5          | brąz           |
| Yuan Jing   | pistolet sportowy 25 m                  | 579          | 18           | Nie awansowała | Nie awansowała |

### Szermierka
Mężczyźni
| Zawodnik                                      | Konkurencja          | 1/32             | 1/16             | 1/8                 | Ćwierćfinały        | Półfinały                                             | Finał                                 | Finał         |
| Zawodnik                                      | Konkurencja          | Przeciwnik Wynik | Przeciwnik Wynik | Przeciwnik Wynik    | Przeciwnik Wynik    | Przeciwnik Wynik                                      | Przeciwnik Wynik                      | Pozycja       |
| --------------------------------------------- | -------------------- | ---------------- | ---------------- | ------------------- | ------------------- | ----------------------------------------------------- | ------------------------------------- | ------------- |
| Li Guojie                                     | szpada indywidualnie | —                | Kelsey P 7–8     | Nie awansował       | Nie awansował       | Nie awansował                                         | Nie awansował                         | Nie awansował |
| Lei Sheng                                     | floret indywidualnie | BYE              | Schlosser W 15–9 | Sintès W 15–6       | Aspromonte W 15–8   | Baldini W 15–11                                       | Abouelkassem W 15–13                  | złoto         |
| Ma Jianfei                                    | floret indywidualnie | BYE              | Gómez W 15–9     | Akmatkhuzin W 15–11 | Choi B-C P 13–15    | Nie awansował                                         | Nie awansował                         | Nie awansował |
| Zhu Jun                                       | floret indywidualnie | BYE              | Choi B-C P 13–15 | Nie awansował       | Nie awansował       | Nie awansował                                         | Nie awansował                         | Nie awansował |
| Lei Sheng Ma Jianfei Zhang Liangliang Zhu Jun | floret drużynowo     | —                | —                | —                   | Japonia (7) P 30–45 | Klasyfikacyjny półfinał Rosja P 40–45                 | finał o 7. miejsce Francja W 45–33    | 7             |
| Liu Xiao                                      | szabla indywidualnie | BYE              | Occhiuzzi P 9–15 | Nie awansował       | Nie awansował       | Nie awansował                                         | Nie awansował                         | Nie awansował |
| Wang Jingzhi                                  | szabla indywidualnie | BYE              | Won W-Y P 6–15   | Nie awansował       | Nie awansował       | Nie awansował                                         | Nie awansował                         | Nie awansował |
| Zhong Man                                     | szabla indywidualnie | BYE              | Kim J-h W 15–14  | Szilágyi P 10–15    | Nie awansował       | Nie awansował                                         | Nie awansował                         | Nie awansował |
| Jiang Kelü Liu Xiao Wang Jingzhi Zhong Man    | szabla drużynowo     | —                | —                | —                   | Rumunia P 30–45     | Klasyfikacyjny półfinał Stany zjednoczone (8) W 45–28 | Finał o 5. miejsce Niemcy (3) P 30–45 | 6             |

Kobiety
| Zawodniczka                          | Konkurencja          | 1/32                | 1/16                 | 1/8                 | Ćwierćfinały        | Półfinały           | Finał                    | Finał   |
| Zawodniczka                          | Konkurencja          | Przeciwniczka Wynik | Przeciwniczka Wynik  | Przeciwniczka Wynik | Przeciwniczka Wynik | Przeciwniczka Wynik | Przeciwniczka Wynik      | Pozycja |
| ------------------------------------ | -------------------- | ------------------- | -------------------- | ------------------- | ------------------- | ------------------- | ------------------------ | ------- |
| Li Na                                | szpada indywidualnie | BYE                 | Panteliejewa W 15-10 | Heidemann P 13-14   | NQ                  | NQ                  | NQ                       | NQ      |
| Luo Xiaojuan                         | szpada indywidualnie | BYE                 | Besbes P 9-15        | NQ                  | NQ                  | NQ                  | NQ                       | NQ      |
| Sun Yujie                            | szpada indywidualnie | BYE                 | Duplitzer W 15-10    | Géroudet W 15-10    | Fiamingo W 15-14    | Szemiakina P 13-14  | Shin AL W 15-11          | brąz    |
| Li Na Luo Xiaojuan Sun Yujie Xu Anqi | szpada drużynowo     | —                   | —                    | —                   | Niemcy W 45-42      | Rosja W 20-19       | Korea Południowa W 39-25 | złoto   |
| Chen Jinyan                          | floret indywidualnie | BYE                 | Wojtkowiak W 15-8    | Vezzali P 6-15      | NQ                  | NQ                  | NQ                       | NQ      |
| Chen Xiaodong                        | szabla indywidualnie | BYE                 | Ben Chaabane W 15-12 | Vecchi P 10-15      | NQ                  | NQ                  | NQ                       | NQ      |
| Zhu Min                              | szabla indywidualnie | BYE                 | Pascu W 15-10        | Gawriłowa W 15-11   | Zagunis P 6-15      | NQ                  | NQ                       | NQ      |

### Taekwondo
| Zawodnicy  | Konkurencja | 1/16              | Ćwierćfinał       | Półfinał          | Repasaż 1         | Repasaż 2         | Finał             | Finał   |
| Zawodnicy  | Konkurencja | Przeciwnicy Wynik | Przeciwnicy Wynik | Przeciwnicy Wynik | Przeciwnicy Wynik | Przeciwnicy Wynik | Przeciwnicy Wynik | Pozycja |
| ---------- | ----------- | ----------------- | ----------------- | ----------------- | ----------------- | ----------------- | ----------------- | ------- |
| Liu Xiaobo | +80 kg (m)  | Edwards W 6-4     | Molfetta P 5-6    | NQ                | Gulow W 6-1       | Tanrıkulu W 3-2   | NQ                | brąz    |
| Wu Jingyu  | 49 kg (k)   | Zamora W 10-2     | Kasahara W 14-0   | Zaninović W 19-7  | BYE               | BYE               | Yagüe W 8-1       | złoto   |
| Hou Yuzhuo | 57 kg (k)   | López W 1-0       | Mikkonen W 7-2    | Harnois W 8-3     | BYE               | BYE               | Jones P 4-6       | srebro  |

### Tenis stołowy
Mężczyźni
| Zawodnik                    | Konkurencja       | Eliminacje       | Runda 1          | Runda 2          | Runda 3          | Runda 4          | Ćwierćfinały      | Półfinały          | Finał                    | Finał   |
| Zawodnik                    | Konkurencja       | Przeciwnik Wynik | Przeciwnik Wynik | Przeciwnik Wynik | Przeciwnik Wynik | Przeciwnik Wynik | Przeciwnik Wynik  | Przeciwnik Wynik   | Przeciwnik Wynik         | Pozycja |
| --------------------------- | ----------------- | ---------------- | ---------------- | ---------------- | ---------------- | ---------------- | ----------------- | ------------------ | ------------------------ | ------- |
| Wang Hao                    | singel            | BYE              | BYE              | BYE              | Schlager W (4–1) | Gao N W (4–1)    | Kishikawa W (4–0) | Chuang C-Y W (4–1) | Zhang J P (1–4)          | srebro  |
| Zhang Jike                  | singel            | BYE              | BYE              | BYE              | Vang W (4–0)     | Samsonau W (4–3) | Jiang Ty W (4–1)  | Ovtcharov W (4–1)  | Wang H W (4–1)           | złoto   |
| Ma Long Wang Hao Zhang Jike | turniej drużynowy | —                | —                | —                | —                | Rosja W (3–1)    | Singapur W (3–0)  | Niemcy W (3–1)     | Korea Południowa W (3–0) | złoto   |

Kobiety
| Zawodniczka                | Konkurencja       | Eliminacje          | Runda 1             | Runda 2             | Runda 3             | Runda 4             | Ćwierćfinały        | Półfinały                | Finał               | Finał   |
| Zawodniczka                | Konkurencja       | Przeciwniczka Wynik | Przeciwniczka Wynik | Przeciwniczka Wynik | Przeciwniczka Wynik | Przeciwniczka Wynik | Przeciwniczka Wynik | Przeciwniczka Wynik      | Przeciwniczka Wynik | Pozycja |
| -------------------------- | ----------------- | ------------------- | ------------------- | ------------------- | ------------------- | ------------------- | ------------------- | ------------------------ | ------------------- | ------- |
| Guo Yan                    | singel            | BYE                 | BYE                 | BYE                 | Dodean W (4–0)      | Jiang Hj W (4–1)    | Fukuhara W (4–0)    | Feng Tw W (4–2)          | Li Xx P (1–4)       | srebro  |
| Li Xiaoxia                 | singel            | BYE                 | BYE                 | BYE                 | Hsing W (4–2)       | Park M-Y W (4–1)    | Li J W (4–0)        | Ishikawa W (4–1)         | Ding N W (4–1)      | złoto   |
| Guo Yan Guo Yue Li Xiaoxia | turniej drużynowy | —                   | —                   | —                   | —                   | Hiszpania W (3–0)   | Holandia W (3–0)    | Korea Południowa W (3–0) | Japonia W (3–0)     | złoto   |

### Tenis ziemny
Kobiety
| Zawodniczka          | Konkurencja    | 1/32                       | 1/16                                     | 1/8                                            | Ćwierćfinały                              | Półfinały           | Finał               | Finał          |
| Zawodniczka          | Konkurencja    | Przeciwniczka Wynik        | Przeciwniczka Wynik                      | Przeciwniczka Wynik                            | Przeciwniczka Wynik                       | Przeciwniczka Wynik | Przeciwniczka Wynik | Pozycja        |
| -------------------- | -------------- | -------------------------- | ---------------------------------------- | ---------------------------------------------- | ----------------------------------------- | ------------------- | ------------------- | -------------- |
| Li Na                | gra pojedyncza | Hantuchová P 2–6, 6–3, 3–6 | Nie awansowała                           | Nie awansowała                                 | Nie awansowała                            | Nie awansowała      | Nie awansowała      | Nie awansowała |
| Peng Shuai           | gra pojedyncza | Hsieh W 6–3, 6–7(3–7), 7–5 | Kvitová P 5–7, 6–2, 1–6                  | Nie awansowała                                 | Nie awansowała                            | Nie awansowała      | Nie awansowała      | Nie awansowała |
| Zheng Jie            | gra pojedyncza | Pietrowa P 4–6, 6–7(7–9)   | Nie awansowała                           | Nie awansowała                                 | Nie awansowała                            | Nie awansowała      | Nie awansowała      | Nie awansowała |
| Peng Shuai Zheng Jie | gra podwójna   | —                          | Cornet Mladenovic / W 6–1, 6–7(3–7), 6–3 | Llagostera Vives / Martínez Sánchez W 6–4, 6–2 | Kirilenko / Pietrowa P 5–7, 7–6(7–4), 4–6 | Nie awansowały      | Nie awansowały      | Nie awansowały |
| Li Na Zhang Shuai    | gra podwójna   | —                          | Dulko / Suárez W 6–4, 6–2                | Hlaváčková / Hradecká P 3–6, 1–6               | Nie awansowały                            | Nie awansowały      | Nie awansowały      | Nie awansowały |

### Triathlon
| Zawodnicy  | Konkurencja | Pływanie (1,5 km) | Zmiana 1 | Jazda na rowerze (40 km) | Zmiana 2 | Bieg (10 km) | Czas    | Pozycja |
| ---------- | ----------- | ----------------- | -------- | ------------------------ | -------- | ------------ | ------- | ------- |
| Bai Faquan | Mężczyźni   | 17:55             | 0:46     | 59:46                    | 0:33     | 33:26        | 1:52:26 | 46.     |
| Zhang Yi   | Kobiety     | 19:49             | 0:50     | 1:10:39                  | 0:32     | 38:11        | 2:10:01 | 50.     |

### Wioślarstwo
Mężczyźni
| Zawodnik                                        | Konkurencja                  | Eliminacje | Eliminacje | Repasaże | Repasaże | Ćwierćfinał | Ćwierćfinał | Półfinał | Półfinał | Finał   | Finał   |
| Zawodnik                                        | Konkurencja                  | Czas       | Miejsce    | Czas     | Miejsce  | Czas        | Miejsce     | Czas     | Miejsce  | Czas    | Miejsce |
| ----------------------------------------------- | ---------------------------- | ---------- | ---------- | -------- | -------- | ----------- | ----------- | -------- | -------- | ------- | ------- |
| Zhang Liang                                     | jedynka                      | 6:50.71    | 2 QF       | BYE      | BYE      | 7:02.03     | 3 SA/B      | 7:31.52  | 5 FB     | 7:25.64 | 11      |
| Sun Jie Zhang Fangbing                          | dwójka podwójna wagi lekkiej | 6:57.67    | 4 R        | 6:40.12  | 3 SC/D   | —           | —           | 7:09.39  | 2 FC     | 6:49.39 | 15      |
| Huang Zhe Wang Tiexin Yu Chenggang Zhang Guolin | czwórka bez sternika         | 5:52.58    | 3 SA/B     | BYE      | BYE      | —           | —           | 6:08.47  | 6 FB     | 6:11.33 | 10      |

Kobiety
| Zawodniczka                                  | Konkurencja                  | Eliminacje | Eliminacje | Repasaże | Repasaże | Ćwierćfinał | Ćwierćfinał | Półfinał | Półfinał | Finał   | Finał   |
| Zawodniczka                                  | Konkurencja                  | Czas       | Miejsce    | Czas     | Miejsce  | Czas        | Miejsce     | Czas     | Miejsce  | Czas    | Miejsce |
| -------------------------------------------- | ---------------------------- | ---------- | ---------- | -------- | -------- | ----------- | ----------- | -------- | -------- | ------- | ------- |
| Zhang Xiuyun                                 | jedynka                      | 7:21.49    | 1 QF       | BYE      | BYE      | 7:39.58     | 1 SA/B      | 7:45.58  | 2 FA     | 8:03.10 | 6       |
| Gao Yulan Zhang Yage                         | dwójka bez sternika          | 7:13.38    | 3 R        | 7:15.18  | 3 FA     | —           | —           | —        | —        | 7:55.18 | 7       |
| Wang Min Zhu Weiwei                          | dwójka podwójna              | 6:50.64    | 3 R        | 7:09.65  | 1 FA     | —           | —           | —        | —        | 7:08.92 | 4       |
| Huang Wenyi Xu Dongxiang                     | dwójka podwójna wagi lekkiej | 7:15.57    | 1 SA/B     | BYE      | BYE      | —           | —           | 7:10.39  | 1 FA     | 7:11.93 | srebro  |
| Jin Ziwei Tang Bin Tian Liang Zhang Yangyang | czwórka podwójna             | 6:24.32    | 4 R        | 6:21.98  | 4 FA     | —           | —           | —        | —        | 6:44.19 | 5       |

Legenda: FA=Finał A (medalowy); FB=Finał B (niemedalowy); FC=Finał C (niemedalowy); FD=Finał D (niemedalowy); FE=Finał E (niemedalowy); FF=Finał F (niemedalowy); SA/B=Półfinały A/B; SC/D=Półfinały C/D; SE/F=Półfinały E/F; QF=Ćwierćfinały; R=Repasaż

### Zapasy
Mężczyźni
Styl klasyczny
| Zawodnik    | Konkurencja | Kwalifikacje      | 1/8              | Ćwierćfinał      | Półfinał         | Repasaż 1        | Repasaż 2        | Finał            | Finał   |
| Zawodnik    | Konkurencja | Przeciwnik Wynik  | Przeciwnik Wynik | Przeciwnik Wynik | Przeciwnik Wynik | Przeciwnik Wynik | Przeciwnik Wynik | Przeciwnik Wynik | Miejsce |
| ----------- | ----------- | ----------------- | ---------------- | ---------------- | ---------------- | ---------------- | ---------------- | ---------------- | ------- |
| Li Shujin   | −55 kg      | Ragimow W 3-1     | Kostadinow W 3-1 | Bajramow P 0-3   | NQ               | BYE              | Siemionow P 0-3  | NQ               | 7.      |
| Sheng Jiang | −60 kg      | Norouzi P 1-3     | NQ               | NQ               | NQ               | Angełow P 1-3    | NQ               | NQ               | 10.     |
| Liu Deli    | −120 kg     | Deák-Bárdos P 1-3 | NQ               | NQ               | NQ               | NQ               | NQ               | NQ               | 13.     |

Styl wolny
| Zawodnik       | Konkurencja | Kwalifikacje                            | 1/8                                     | Ćwierćfinał                             | Półfinał                                | Repesaż 1                               | Repesaż 2                               | Finał                                   | Finał                                   |
| Zawodnik       | Konkurencja | Przeciwnik Wynik                        | Przeciwnik Wynik                        | Przeciwnik Wynik                        | Przeciwnik Wynik                        | Przeciwnik Wynik                        | Przeciwnik Wynik                        | Przeciwnik Wynik                        | Pozycja                                 |
| -------------- | ----------- | --------------------------------------- | --------------------------------------- | --------------------------------------- | --------------------------------------- | --------------------------------------- | --------------------------------------- | --------------------------------------- | --------------------------------------- |
| Zhang Chongyao | −74 kg      | BYE                                     | Hatos P 0-3                             | NQ                                      | NQ                                      | NQ                                      | NQ                                      | NQ                                      | 17.                                     |
| Liang Lei      | −120 kg     | Zawodnik wycofał się z powodu kontuzji. | Zawodnik wycofał się z powodu kontuzji. | Zawodnik wycofał się z powodu kontuzji. | Zawodnik wycofał się z powodu kontuzji. | Zawodnik wycofał się z powodu kontuzji. | Zawodnik wycofał się z powodu kontuzji. | Zawodnik wycofał się z powodu kontuzji. | Zawodnik wycofał się z powodu kontuzji. |

Kobiety
| Zawodniczka | Konkurencja | Kwalifikacje        | 1/8                 | Ćwierćfinał         | Półfinał            | Repasaż 1           | Repasaż 2           | Finał               | Finał   |
| Zawodniczka | Konkurencja | Przeciwniczka Wynik | Przeciwniczka Wynik | Przeciwniczka Wynik | Przeciwniczka Wynik | Przeciwniczka Wynik | Przeciwniczka Wynik | Przeciwniczka Wynik | Miejsce |
| ----------- | ----------- | ------------------- | ------------------- | ------------------- | ------------------- | ------------------- | ------------------- | ------------------- | ------- |
| Zhao Shasha | −48 kg      | Chun P 0-3          | NQ                  | NQ                  | NQ                  | NQ                  | NQ                  | NQ                  | 18.     |
| Jing Ruixue | −63 kg      | BYE                 | Choe UG W 3-0       | Michalik W 3-0      | Wołosowa W 3-1      | BYE                 | BYE                 | Ichō P 0-3          | srebro  |
| Wang Jiao   | −72 kg      | BYE                 | Obiajunwa W 5-0     | Saenko W 5-0        | Worobjowa P 0-5     | BYE                 | Maniurowa P 1-3     | NQ                  | 5.      |

### Żeglarstwo
Mężczyźni
| Zawodnik                 | Konkurencja | Wyścig | Wyścig | Wyścig | Wyścig | Wyścig | Wyścig | Wyścig | Wyścig | Wyścig | Wyścig | Wyścig | Punkty | Finałowa pozycja |
| Zawodnik                 | Konkurencja | 1      | 2      | 3      | 4      | 5      | 6      | 7      | 8      | 9      | 10     | M*     | Punkty | Finałowa pozycja |
| ------------------------ | ----------- | ------ | ------ | ------ | ------ | ------ | ------ | ------ | ------ | ------ | ------ | ------ | ------ | ---------------- |
| Wang Aichen              | RS:X        | 21     | 23     | 18     | 19     | 3      | 23     | 10     | 27     | 22     | 14     | EL     | 153    | 18               |
| Shi Jian                 | Laser       | 27     | 39     | 43     | 45     | 42     | 46     | 32     | 41     | 30     | 41     | EL     | 340    | 43               |
| Gong Lei                 | Finn        | OCS    | 17     | 20     | 22     | OCS    | 16     | 23     | 23     | 21     | 24     | EL     | 190    | 24               |
| Deng Daokun Wang Weidong | 470         | 20     | 15     | 6      | 26     | 27     | 17     | 22     | 26     | 12     | 16     | EL     | 160    | 20               |

Kobiety
| Zawodniczka              | Konkurencja  | Wyścig | Wyścig | Wyścig | Wyścig | Wyścig | Wyścig | Wyścig | Wyścig | Wyścig | Wyścig | Wyścig | Punkty | Finałowa pozycja |
| Zawodniczka              | Konkurencja  | 1      | 2      | 3      | 4      | 5      | 6      | 7      | 8      | 9      | 10     | M*     | Punkty | Finałowa pozycja |
| ------------------------ | ------------ | ------ | ------ | ------ | ------ | ------ | ------ | ------ | ------ | ------ | ------ | ------ | ------ | ---------------- |
| Li Ling                  | RS:X         | 16     | 15     | 8      | 14     | 18     | 7      | 10     | 13     | 14     | 23     | EL     | 115    | 14               |
| Xu Lijia                 | Laser Radial | 5      | 8      | 11     | 3      | 5      | 4      | 1      | 4      | 1      | 2      | 2      | 35     | złoto            |
| Huang Xufeng Wang Xiaoli | 470          | 18     | 18     | 9      | 13     | 8      | 19     | 2      | 17     | 1      | 12     | EL     | 97     | 11               |

M = Wyścig medalowy; EL = Eliminacja – zawodnik nie awansował do wyścigu medalowego